# الشمس
الشَّمْسُ (رمزها: ☉) هي النجم المركزي للمجموعة الشمسية. وهي تقريباً كروية وتحوي بلازما حارة متشابكة مع الحقل المغناطيسي. يبلغ قطرها حوالي 1,392,684 كيلومتر، وهو ما يعادل 109 أضعاف قطر الأرض، وكتلتها 2×1030 كيلوغرام وهو ما يعادل 330,000 ضعف كتلة الأرض وهو ما يشكل نسبة 99.86 % من كتلة المجموعة الشمسية.
الشمس هي إحدى نجوم مجرتنا - مجرة، درب التبانة - التي تحوي تقريباً نحو 200 مليار نجم، ومجرتنا نفسها تتبع مجموعة مجرات أخرى تسمى المجموعة المحلية، ويبلغ الفضاء الكوني الذي تشغله تلك المجموعة كرة نصف قطرها نحو 10 ملايين سنة ضوئية (هذا بالمقارنة بسرعة الضوء الذي يصلنا من الشمس مستغرقا نحو 8 دقائق على الطريق).
من الناحية الكيميائية يشكل الهيدروجين ثلاثة أرباع مكونات الكتلة الشمسية، أما البقية فهي في معظمها هيليوم مع وجود نسبة 1.69% (تقريباً تعادل 5,628 من كتلة الأرض) من العناصر الأثقل متضمنة الأكسجين والكربون والنيون والحديد وعناصر أخرى.
تنتمي الشمس وفق التصنيف النجمي على أساس الطبقات الطيفية إلى الفئة G2V. وتعرف بأنها قزم أصفر، لأن الأشعة المرئية تكون أكثر في الطيف الأصفر والأخضر. وتبدو من على سطح الكرة الأرضية ذات لون أصفر على الرغم من لونها الأبيض بسبب النشر الإشعاعي للسماء للون الأزرق. على أية حال وفق التصنيف النجمي، يشير الرمز G2 إلى درجة حرارة السطح والتي تصل تقريباً إلى 5778 كلفن، بينما يشير الرمز V إلى أن الشمس هي نجم من النسق الأساسي. ويعتبرها علماء الفلك بأنه نجم صغير وضئيل نسبياً، ويُعتقد أن الشمس ذات بريق أكثر من 85% من نجوم مجرة درب التبانة التي هي في معظمها أقزام حمراء. يبلغ القدر المطلق للشمس +4.83، وكنجم أقرب إلى الأرض فإن الشمس هي أكثر الأجرام لمعاناً في سماء الأرض مع قدر ظاهري −26.74.
تتمدد هالة الشمس بشكل مستمر في الفضاء مشكلةً ما يعرف بالرياح الشمسية وهي عبارة عن جسيمات مشحونة تمتد حافة الغلاف الشمسي والتي تصل إلى حوالي 100 وحدة فلكية، ويمتلئ الوسط بين النجمي بالرياح الشمسية. يشكل الغلاف الشمسي أكبر بنية متصلة في المجموعة الشمسية.
تتحرك الشمس في السحابة البين نجمية المحلية الواقعة في منطقة الفقاعة المحلية ضمن الحافة الداخلية لذراع الجبار أحد الأذرعة الحلزونية لمجرة درب التبانة.
تحتل الشمس المرتبة الرابعة من حيث الكتلة ضمن الـخمسين نجم الأقرب إلى الأرض (نجوم تقع على مسافة 17 سنة ضوئية من الأرض)، في حين أن أقرب النجوم من الأرض بعد الشمس هو القنطور الأقرب الذي يقع على بعد 4.2 سنة ضوئية.
يبعد مدار الشمس المجري عن مركز المجرة على بعد تقريبي يتراوح ما بين 24,000–26,000 سنة ضوئية، تكمل الشمس مدارها المجري أو السنة المجرية كما يظهر من القطب المجري الشمالي في حوالي 225–250 مليون سنة. بما أن المجرة تتحرك بشكل متناسب مع إشعاع الخلفية الكوني الميكرويفي بسرعة 550 كم/ساعة مما ينتج حركة للشمس بسرعة 370 كم/ساعة باتجاه كوكبة الأسد أو كوكبة الباطية.
تبلغ متوسط مسافة الشمس عن الأرض حوالي 149.6 مليون كم (وحدة فلكية واحدة)، ويعتقد أن هذه المسافة تتغير بتحرك الأرض من الأوج إلى الحضيض. ينتقل الضوء عند هذه المسافة المتوسطة خلال 8 دقيقة و9 ثوان، تؤمن طاقة الأشعة الضوئية الشمسية المنتقلة إلى الأرض الحياة عليها من خلال تأمين عملية التمثيل الضوئي, إضافة إلى تأمين مناخ وطقس الأرض، وقد عرفت آثار الشمس على الأرض في عصر ما قبل التاريخ، واعتبرت الشمس وفق بعض الثقافات كإله.
إن دوران اليوم الاقتراني للأرض ومدارها حول الشمس هما أساس التقويم الشمسي، حيث يعد التقويم السائد اليوم بجميع أنحاء العالم.
تطور الفهم العلمي للشمس بشكل بطيء، وحتى علماء القرن التاسع عشر كانت معارفهم حول التكوين المادي للشمس ومصدر طاقتها محدودة، ولا تزال هذه المعارف تتطور مع وجود بعض الحالات الشاذة في سلوك الشمس العصية على التفسير؛ كما تزداد المعارف أيضاً بتطور الوسائل التقنية، فعلى سبيل المثال تمكن العلماء في مطلع سنة 2020 من التقاط صور عالية الدقة والاستبانة للحبيبات على سطح الشمس بواسطة مقراب جديد.

## التأثيل

أحدث صورة لسطح الشمس (يناير 2020)، التقطها تلسكوب الشمس دكيست DKIST. يبلغ عرض الصورة 8.200 كيلومتر وهي تبين اصغر تفاصيل بمقاس 30 كيلومتر.

الاسم العربي "الشمس" مشتق من السامية الأم śamš- (شمس أو سمش) ذات نفس المعنى، وهي شقيقة العبرية שֶׁמֶשׁ (نقحرة: شِمَش أو شَمْش) والسريانية الفصحى ܫܶܡܫܳܐ (نقحرة: شِمْشَا أو شِمْشُو) والعربية القديمة الجنوبية 𐩦𐩣𐩪 (نقحرة: شمس أو شمش، s²ms¹).
تطور الاسم الانجليزي Sun من وهي اللغة الإنجليزية القديمة sunne وقد يكون متعلقًا بالجنوب. تظهر الكلمات الشقيقة للاسم الإنجليزي باللغات الجرمانية الأخرى، بما في ذلك الفريزية الغربية، sinne والهولندية zon، والألمانية القياسية Sonne والنوردية القديمة sunna. الاسم الإنجليزي هو شقيق بعيد لعدة كلمات اللغات الهندية الأوروبية من الفروع الأخرى بما فيها اللاتينية sōl والإغريقية ἥλιος (نقحرة: hēlios) والفارسية خور. يستخدم الفلكيون الكوكبيون مصطلح "sol" بحرف s صغير للإشارة إلى مدة اليوم الشمسي على كوكب آخر مثل المريخ.
الكلمة ذات الصلة بالطاقة الشمسية هي المصطلح المعتاد للصفة المستخدمة للشمس، من حيث اليوم الشمسي، الكسوف الشمسي، والنظام الشمسي.

## المميزات العامة

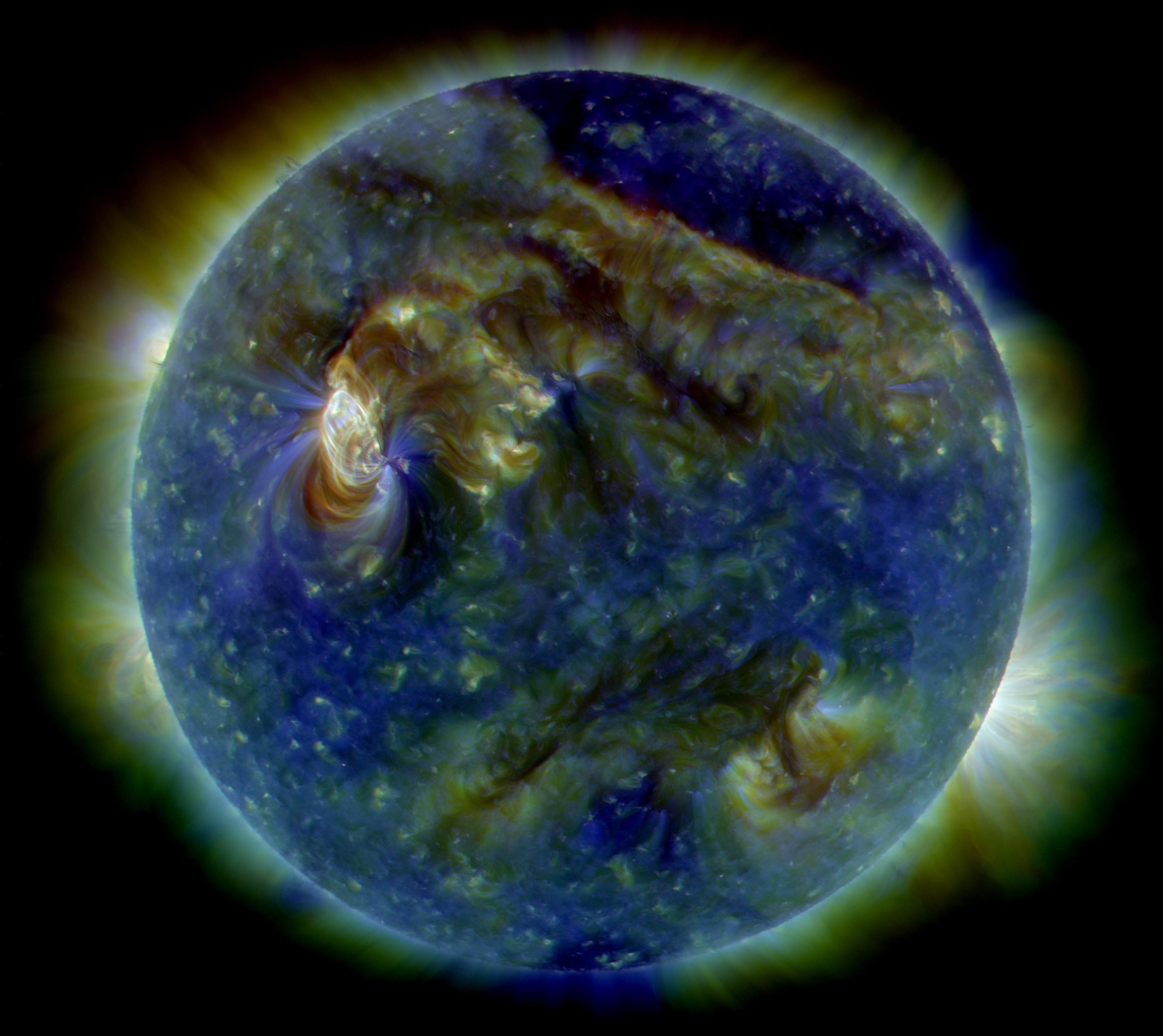
صورة بألوان زائفة مصورة بالأشعة فوق بنفسجية يظهر انفجار شمسي من الصنف C (المنطقة البيضاء في الجزء اليساري العلوي) وتسونامي شمسي (أمواج على شكل بناء في الجزء الأيمن العلوي) وخيوط متعددة من البلازما تتبع الحقل المغناطيسي ترتفع من السطح النجمي

تنتمي الشمس إلى نوع نجوم النسق الأساسي G, وتشكل كتلة الشمس حوالي 99.8632% من كتلة المجموعة الشمسية ككل. وشكلها تقريباً كروي كامل بحيث يختلف القطر عند القطب عن القطر عند خط الاستواء بعشرة كيلومتراً فقط. بما أن الشمس في حالة البلازما وليست في الحالة الصلبة فإنها تدور بسرعة أكبر عند خط الاستواء منه عند القطبين ويعرف هذا السلوك بالدوران التفاضلي، ويتسبب هذا بالحمل الحراري وتحرك الكتلة بسبب التدرج الكبير في درجات الحرارة من النواة إلى الخارج. تحمل هذه الكتلة جزءا من الزخم الزاوي بعكس جهة دوران عقارب الساعة لتظهر على أنها من القطب الشمالي لمسار الشمس، وهكذا يتم إعادة توزيع السرعة الزاوية.
فترة الدوران الحقيقية للشمس تستغرق 25.6 يوماً عند خط استوائها و33.5 يوماً عند القطبين. بينما فترة الدوران الظاهري عند خط الاستواء 28 يوما. إن تأثير قوة الطرد المركزي لهذا الدوران البطيء أقل 18 مليون ضعف من قوة الجذب السطحي عند خط الاستواء. كما أن تأثير قوة المد والجزر للكواكب ذات تأثير ضعيف جداً، لذلك ليس لها تأثير يذكر على شكل الشمس.
تعتبر الشمس نجماً غنياً بالمعادن.
من الممكن أن تشكُل الشمس قد تحفز نتيجة أمواج صدمية من مستعر أعظم أو أكثر كانا قريبين. حيث أقترح هذا النموذج بسبب وفرة المعادن الثقيلة في النظام الشمسي، مثل الذهب واليورانيوم، نسبة إلى توفر المعادن الثقيلة في نجوم أخرى. ويُحتمل نشأة هذه العناصر من التحفيز الذري عن طريق امتصاص الطاقة والذي يحدث أثناء انفجار مستعر أعظم، أو أثناء التحول النووي نتيجة امتصاص النيوترونات ضمن النجم الثانوي المولد.
لا تملك الشمس حداً واضحاً مثل الكواكب الصخرية، وتتناقص كثافة الغازات في الأجزاء الخارجية للشمس كلما ابتعدنا عن النواة. ومع ذلك فإن البنية الداخلية للشمس مميزة بوضوح كما سيوضح لاحقاً. يقاس نصف قطر الشمس بدءاً من مركز النواة إلى نهاية الغلاف الضوئي (الفوتوسفير) وهي طبقة أعلى من النواة تكون فيها الغازات باردة ورقيقة بحيث تشع كميات كبيرة من الضوء، لذلك يكون سطحها مرئياً بسهولة بالعين المجردة.
لا يمكن رؤية داخل الشمس بالعين، كما أن الشمس غير نفاذة للأشعة الكهرومغناطيسية. تتم دراسة التركيب الداخلي للشمس بشكل مشابه لدراسة التركيب الداخلي للأرض، ففي حالة الأرض يتم استخدام الموجات الزلزالية، بينما تعبر الأمواج الإنضغاطية في حالة الشمس عن التركيب الداخلي للشمس وتمكن من وضع تصور للبنية الداخلية لها. كما تُستخدم المحاكاة بالحاسوب كأسلوب نظري في دراسة الشمس واستكشاف الطبقات الداخلية.

## ضوء الشمس

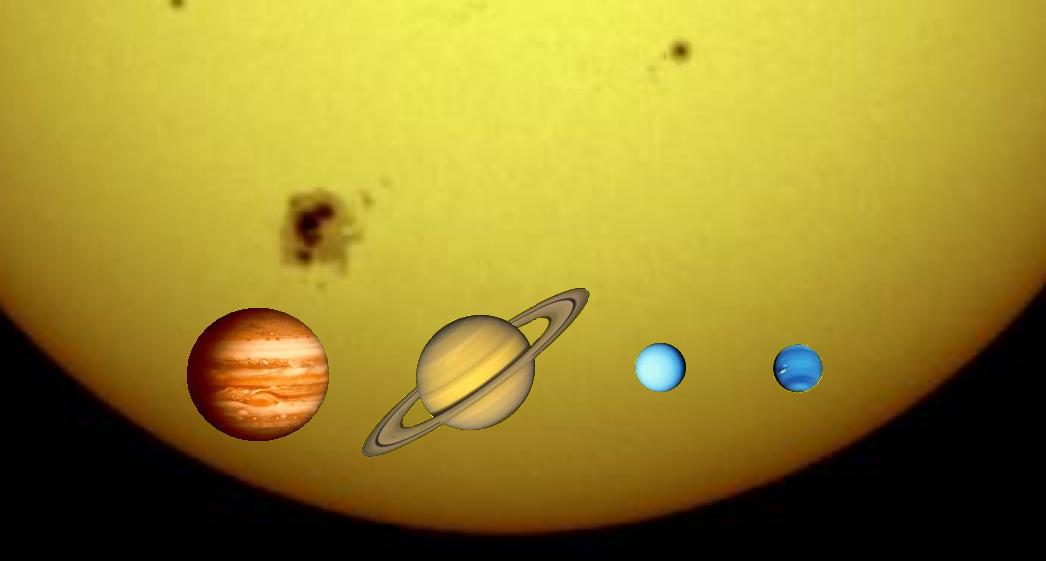
الكواكب الغازية العملاقة الأربعة بالنسبة للشمس: المشترى وزحل وأورانوس ونبتون (الأحجام بمقاييس نسبية)

يُعتبر ضوء الشمس المصدر الرئيسي للطاقة على الأرض. في حين أن المصدر الآخر للطاقة هو المواد الإنشطارية في باطن الأرض، وهذه المواد الإنشطارية هي مصدر الطاقة الحرارية الأرضية عن طريق حدوث تفاعلات نووية. يعرف الثابت الشمسي بأنه كمية الطاقة التي تأمنها الشمس بالنسبة لوحدة المساحة المعرضة مباشرة لضوء الشمس.
يعادل الثابت الشمسي لسطح على بعد وحدة فلكية واحدة (ما يعادل بعد الأرض عن الشمس) تقريباً 1368 واط/متر2 يساهم الغلاف الجوي الأرضي بتوهين ضوء الشمس وبالتالي فإن الطاقة الواصلة للأرض تكون قريبة من 1000 واط/متر2 وذلك بالظروف الطبيعة وعندما تكون الشمس بوضع سمت الرأس.

مشهد غروب الشمس من على سطح الأرض

يمكن تسخير الطاقة الشمسية بعدة طرق طبيعية وصناعية. فعملية التمثيل الضوئي تلتقط الطاقة من ضوء الشمس وتحولها إلى طاقة كيميائية هي من العمليات التي تجري بشكل طبيعي على الأرض. يمكن استخدام طاقة ضوء الشمس لتوليد الطاقة الكهربائية عن طريق التسخين المباشر أو تحويل الضوء إلى كهرباء باستخدام الخلايا الشمسية.
كما أن الطاقة المخترنة في النفط وأنواع الوقود الأحفوري الأخرى كان مصدرها الأساسي هو تحول الطاقة الشمسية عن طريق التمثيل الضوئي في العصور القديمة او الماضي البعيد.

## المكونات

مموهة الألوان
مع تذبذب الحركة للشمس بواسطة مسبار ستيريو

تتكون الشمس من عنصري الهيدروجين والهيليوم. في هذا الوقت من حياة الشمس، يمثلان 74.9٪ و 23.8٪ من كتلة الشمس في الغلاف الضوئي.
جميع العناصر الأثقل، والتي تسمى المعادن في علم الفلك، تمثل أقل من 2٪ من الكتلة، مع الأكسجين (حوالي 1٪ من كتلة الشمس) والكربون (0.3٪) والنيون (0.2٪) والحديد (0.2 ٪).
تم تكوين التركيب الكيميائي الأصلي للشمس من الوسط البينجمي الذي تشكلت منه. في الأصل كان يحتوي على حوالي 71.1 ٪ من الهيدروجين و27.4 ٪ من الهيليوم و1.5٪ من المعادن الأخرى. كان الهيدروجين ومعظم الهليوم الموجود في الشمس قد تم إنتاجهما بواسطة التخليق النووي في أول 20 دقيقة من عمر الكون، وكانت العناصر الأثقل تُنتج من قبل الأجيال السابقة من النجوم قبل تكوين الشمس، وانتشرت في الوسط البينجمي خلال المراحل الأخيرة من الحياة النجمية وأحداث مثل المستعرات الأعظمية.

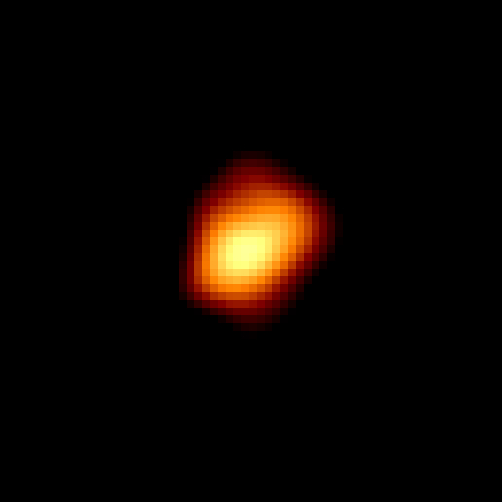
العملاق الأحمر ميرا في كوكبة قيطس.

منذ تشكل الشمس، تضمنت عملية الاندماج الرئيسية دمج الهيدروجين مع الهيليوم. على مدى 4.6 مليار سنة الماضية، تغيرت كمية الهيليوم وموقعه داخل الشمس تدريجيا. داخل النواة، ارتفعت نسبة الهيليوم من حوالي 24 ٪ إلى حوالي 60٪ بسبب الانصهار، واستقر بعض الهيليوم والعناصر الثقيلة من الغلاف الضوئي باتجاه مركز الشمس بسبب الجاذبية. لم تتغير نسب المعادن (العناصر الأثقل).
يتم نقل الحرارة إلى الخارج من قلب الشمس بالإشعاع بدلاً من الحمل الحراري وبالتالي لا يتم رفع الانصهار للخارج بواسطة الحرارة بل تبقى في النواة، وبدأ نواة الهيليوم الداخلية بالتشكل تدريجياً ولا يمكن دمجها لأن جوهر الشمس في الوقت الحالي ليس حارًا أو كثيفًا بما يكفي لدمج الهيليوم. في الغلاف الضوئي الحالي، يتم تقليل الهيليوم و(العناصر الأثقل) حيث تشكل ما نسبته 84٪ مما كانت عليه في المرحلة الأولية (قبل بدء الاندماج النووي في القلب).
في المستقبل، سوف يستمر الهيليوم في التراكم في قلب الشمس، وفي حوالي 5 مليارات سنة ستؤدي هذه الزيادة التدريجية في النهاية إلى خروج الشمس من التسلسل الرئيسي وتصبح عملاقًا أحمر.
يُعتبر التركيب الكيميائي للغلاف الضوئي عادةً ممثلًا لتكوين النظام الشمسي البدائي. عادةً ما يتم قياس وفرة العناصر الثقيلة من الطاقة الشمسية الموصوفة أعلاه باستخدام التحليل الطيفي للغلاف الضوئي للشمس وقياس الوفرة في النيازك التي لم يتم تسخينها حتى في درجة حرارة الانصهار. ويُعتقد أن هذه النيازك تحتفظ بتكوين نجم أولي وبالتالي لا تتأثر بتثبيت العناصر الثقيلة. هناك طريقتان تم الإتفاق عليهما فيما يخص التكوين الشمسي:

### مجموعة عناصر الحديد المتأين المنفردة
قامت مجموعة كبيرة من البحوث في عام 1970 مركزةً على البحث عن تراكيز مجموعة الحديد في الشمس. وعلى الرغم من أن تلك البحوث حققت نتائج مرضية إلا أن تحديد تراكيز بعض عناصر مجموعة الحديد (كالكوبالت والمغنسيوم) بقي صعباً حتى عام 1978 بسبب بنيتهم فائقة الدقة.
أنجز أول بحث كامل لدراسة قوى التذبذب على عناصر مجموعة الحديد المتأينة المنفردة في سنة 1962، وحسبت قوى التذبذب في سنة 1976. وفي سنة 1978 اشتقت تراكيز عناصر مجموعة الحديد المتأينة.

### العلاقة بين الشمس والكواكب من حيث التجزئة الكتلية
يفرض العديد من العلماء والباحثين عن وجود علاقة في التجزئة الكتلية بين تراكيب النظائر الشمسية والغازات النبيلة الكوكبية، على سبيل المثال الإرتباط بين النظائر الكوكبية والنيون والزينون في الشمس والكواكب. وساد الاعتقاد حتى سنة 1983 أن كل الشمس لها نفس التركيب الذي يملكه الغلاف الجوي الشمسي.
في سنة 1983 دعي أنه كان هناك تجزئة في الشمس نفسها سببت العلاقة التجزئية بين تراكيب النظائر للكواكب والرياح الشمسية المصطدمة بالغازات النبيلة.
قبل عام 1983، كان يعتقد أن الشمس بأكملها لها نفس تركيبة الغلاف الجوي الشمسي. في عام 1983 زُعم أن تجزئة الشمس نفسها هي التي تسببت في علاقة تكوين النظائر بين الغازات بواسطة الرياح الشمسية.

## الهيكل والإنصهار
تحتوي بنية الشمس على الطبقات التالية:
- النواة: وهي على عمق 20-25٪ من نصف قطر الشمس، حيث درجة الحرارة والضغط كافية لحدوث الانصهار النووي. يدمج الهيدروجين في الهيليوم (الذي لا يمكن صهره حاليًا في هذه المرحلة من حياة الشمس). تطلق عملية الاندماج الطاقة، ويتراكم الهيليوم تدريجياً ليشكل نواة داخلية للهيليوم داخل النواة نفسها.[65]
- المنطقة الإشعاعية: لا يمكن أن يحدث الحمل الحراري إلى أن يقترب سطح الشمس من ذلك بكثير. لذلك يكون بين 20-25٪ من نصف القطر، هناك "منطقة إشعاعية" يحدث فيها نقل الطاقة عن طريق الإشعاع (الفوتونات) بدلاً من الحمل الحراري وهي 70٪ من نصف القطر.[66]
- خط السرعة: وهي المنطقة الحدودية بين المناطق الإشعاعية والحرارية.
- منطقة الحمل الحراري: وهي حوالي 70٪ من نصف قطر الشمس وقريبة من السطح المرئي، تكون الشمس باردة ومنتشرة بما يكفي لحدوث الحمل الحراري، وهذه تصبح الوسيلة الأساسية لنقل الحرارة إلى الخارج، على غرار خلايا الطقس التي تتشكل في الغلاف الجوي للأرض.[67]
- غلاف ضوئي: وهي أعمق جزء من الشمس يمكننا أن نلاحظه مباشرة مع الضوء المرئي. لأن الشمس كائن غازي ليس له سطح محدد بوضوح وعادة ما تنقسم أجزائها المرئية إلى "صورة ضوئية" و"جوية".[68]

خلال دراسات مبكرة للطيف الضوئي للغلاف الضوئي، تم الكشف عن بعض خطوط الامتصاص التي لا تتشابه مع أي عنصر كيميائي معروف على الأرض. في عام 1868، افترض عالم الفلك جوزيف نورمان لوكير أن خطوط الامتصاص هذه نتجت عن عنصر جديد أطلق عليه اسم الهيليوم.
- غلاف جوي: وهو عبارة عن "هالة" غازية تحيط بالشمس، تشتمل على الكروموسفير ومنطقة انتقال الطاقة الشمسية والإكليل والغلاف الشمسي. يمكن ملاحظة ذلك عندما يتم إخفاء الجزء الرئيسي من الشمس، على سبيل المثال أثناء كسوف الشمس.[70]

### النواة

طبقات الشمس:
1. قلب الشمس (14 مليون كلفن)
2. منطقة إشعاعية (2 مليون كلفن)
3. منطقة حمل حراري
4. غلاف ضوئي (5800 كلفن)
5. غلاف لوني (ضوء وأشعة سينية وأطياف أخرى)
6. الإكليل
7. بقع شمسية
8. سطح حبيبي هائج
9. شواظ شمسي

تمتد نواة الشمس من مركز الشمس إلى 20-25% من نصف قطر الشمس. وتزيد كثافتها عن 150 غ/سم (حوالي 150 ضعف كثافة الماء). تصل درجة الحرارة ضمن النواة إلى 15.7 مليون كلفن، في حين أن درجة حرارة سطح الشمس تصل إلى 5,800 كلفن. وفق تحليل المسبار سوهو فإن نواة الشمس تدور بسرعة أكبر من سرعة دوران المنطقة الإشعاعية. تنتج الطاقة الشمسية خلال معظم حياة الشمس من خلال الاندماج النووي من خلال سلسلة من المراحل تدعى بسلسلة تفاعل بروتون-بروتون، ومن خلال هذه العملية يتحول الهيدروجين إلى الهيليوم. بينما ينتج عن طريق دورة كنو فقط 0.8% من طاقة الشمس.
تعتبر نواة الشمس الطبقة التي تنتج معظم الطاقة الحرارية للشمس من خلال الاندماج النووي، فمن خلال الـ 24 % من نصف القطر الشمسي يتم إنتاج 99% من الطاقة. وتتوقف عملية الاندماج النووي ما بعد 30% من نصف القطر الشمسي، في حين أن بقية النجم يتم تسخينه عن طريق الانتقال الحراري. وهكذا فإن الطاقة الناتجة من النواة تنتقل منها خلال عدة طبقات لتصل إلى الفوتوسفير لتنتقل من ثم إلى الفضاء على شكل أشعة ضوئية وطاقة حركية للجسيمات.
تحدث سلسلة البروتون - بروتون ضمن نواة الشمس 9.2*1037 مرة في الثانية الواحدة. بما أن هذا التفاعل يستخدم أربع بروتونات حرة (نوى الهيدروجين) فإنه يحول 3.7*1038 بروتون إلى جسيم ألفا (نوى هيليوم) خلال الثانية الواحدة أي مايعادل حوالي 6.2 *1011 كيلوغرام في الثانية. ونظراً لأن اندماج الهيدروجين وتحوله إلى هيليوم يحرر حوالي 0.7% من الكتلة المنصهرة إلى طاقة، فيبلغ مجمل الكتلة المتحولة إلى طاقة حوالي 4.26 مليون طن/الثانية أو الطاقة الناتجة عن تحول هذه الكتلة تساوي 384.6 *1026 واط وهو ما يعادل الطاقة الناتجة عن انفجار 9.192*1010 كيلو غرام من التي إن تي في الثانية الواحدة. وتتحول المادة إلى طاقة وتشع كطاقة إشعاعية طبقا لقانون تكافؤ المادة والطاقة الذي صاغه أينشتاين في النظرية النسبية.
تتغير الطاقة الناتجة عن طريق الاندماج النووي تبعاً لبعدها عن مركز الشمس. توضح المحاكاة النظرية أن الطاقة الناتجة في مركز الشمس تصل إلى 276.5 واط/م3.

### المنطقة الإشعاعية
تكون المادة الشمسية في منطقة تقع على نصف قطر أقل من 0.7 من قطر الشمس، حارة وكثيفة بما فيه الكفاية بحيث يكون النقل الحراري الإشعاعي كبيراً لنقل الحرارة الكبيرة للنواة باتجاه الخارج. ولا يوجد في هذه المنطقة نقل حراري بالحمل، كما تتبرد المواد في هذه المنطقة من 7 مليون كلفن إلى 2 مليون كلفن بشكل يتناسب مع الارتفاع. هذا التدرج الحراري أقل من قيمة معدل السقوط الأديباتي والتي لا يمكن أن تؤدي إلى النقل بالحمل. الطاقة المنتقلة بواسطة إشعاع أيونات الهيدروجين وإنبعاثات فوتونات الهيليوم والتي تنتقل مسافة قصيرة قبل أن يعاد امتصاصها من أيونات أخرى. كما تنخفض الكثافة إلى مئة ضعف من منطقة تتراوح 0.25 من قطر الشمس إلى قمة منطقة الأشعاع (من 20 غ/سم3 إلى 0.2 غ/سم3)
تتشكل بين المنطقة الأشعاعية ومنطقة الحمل (حمل فيزيائي) طبقة إنتقالية تعرف بخط السرعة أو تاكولاين، تتميز هذا الطبقة بتغير حاد في نظام الدوران من دوران منتظم في المنطقة الإشعاعية إلى دوران تفاضلي في منطقة الحمل، مما ينتج عنه اجهادات قص كبيرة لتنزلق الطبقات الأفقية بعضها على بعض. حركة السائل المتواجدة في منطقة الحمل تختفي بشكل تدريجي من الأعلى إلى الأسفل بشكل يطابق المميزات الساكنة للطبقة الإشعاعية في أسفل منطقة الحمل، حالياً اقترحت فرضية الدينامو الشمسي حيث فرضت بأن الدينامو المغناطيسي في هذه الطبقة يولد الحقل المغناطيسي للشمس.

### خط السرعة
يتم فصل المنطقة الإشعاعية ومنطقة الحمل الحراري بطبقة انتقالية هي خط السرعة. هذه هي المنطقة، التي يتغير فيها النظام الحاد بين الدوران المُوحد للمنطقة الإشعاعية والدوران التفاضلي لمنطقة الحمل الحراري، مما يؤدي إلى قص كبير بين الاثنين، وهي حالة تنزلق فيها الطبقات الأفقية المتعاقبة بعضها البعض. في الوقت الحاضر، من المفترض أن ديناميكية المغناطيس داخل هذه الطبقة يولد المجال المغناطيسي للشمس.

### منطقة الحمل الحراري
اعتباراً من الطبقة الخارجية لسطح الشمس، نزولاً إلى ما يقارب 200000 كم باتجاه النواة (حوالي 70% من نصف قطر الشمس) تكون البلازما غير كافية أو غير حارة بما فيه الكفاية لنقل الطاقة الحرارية الداخلية للخارج عن طريق الإشعاع. نتيجة لذلك، يحدث انتقال للحرارة بواسطة الحمل حيث تحمل تيارات حرارية المواد الساخنة باتجاه سطح الشمس، وحالما تبرد هذه المواد تُحمل إلى أسفل منطقة الحمل لتتلقى حرارة من أعلى منطقة الإشعاع. تصل درجة الحرارة في المنطقة المرئية من سطح الشمس إلى 5700 كلفن، والكثافة إلى 0.2 غ/م3 فقط (حوالي 1/6000 من كثافة الهواء عند مستوى سطح البحر).
تشكل الأعمدة الحرارية الناتجة عن النقل الحراري بالحمل سمات مميزة على سطح الشمس تعرف بالحبيبات الشمسية والحبيبات الشمسية الفائقة. يسبب الحمل الحراري المضطرب في هذا المنطقة تأثير دينامو صغير الذي يؤدي إلى نشوء قطب شمالي وقطب جنوبي مغناطيسي للشمس. الأعمدة الحرارية هي خلية بينارد لذلك تكون على شكل منشور سداسي.

### الغلاف الضوئي

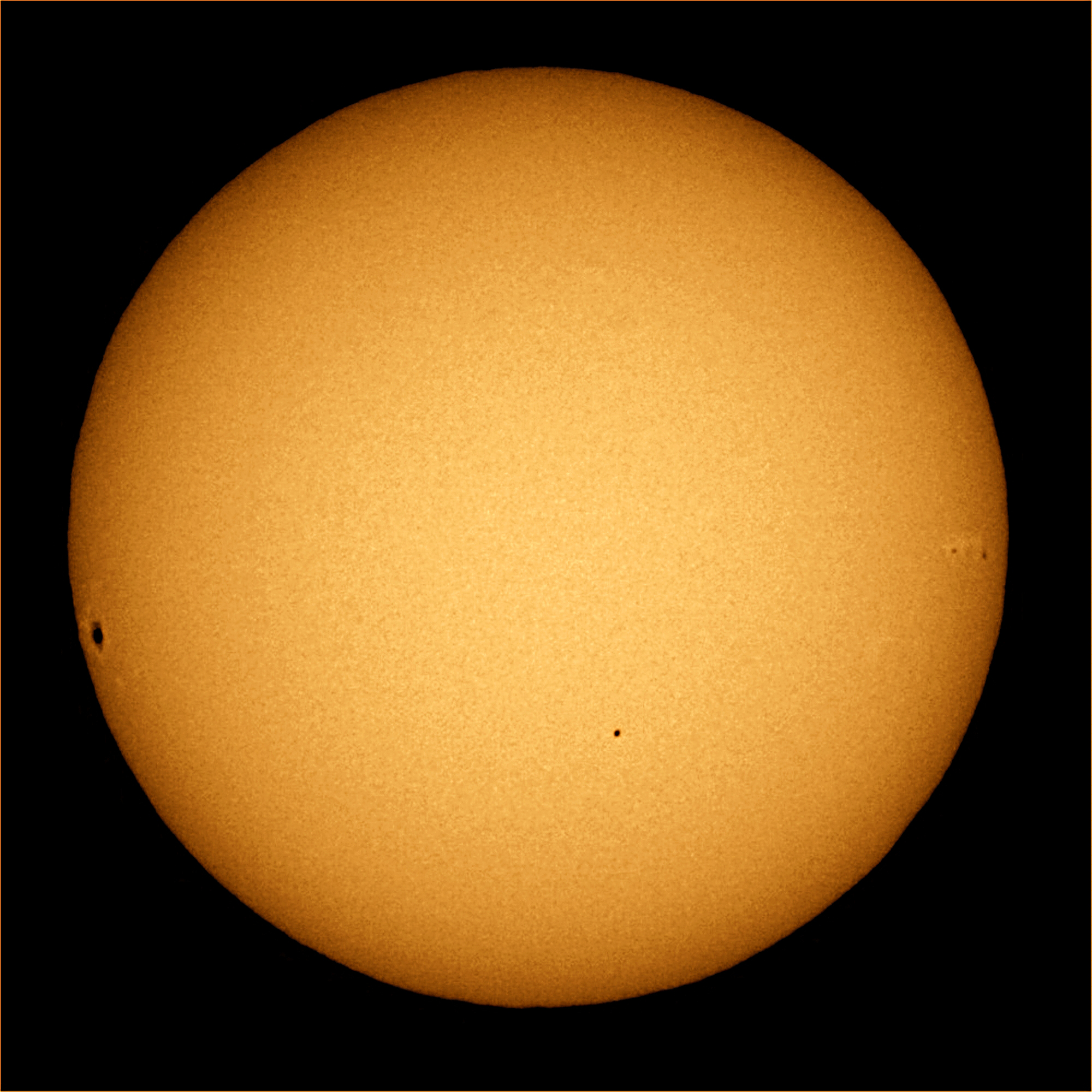
سواد الأطراف لقرص الشمس

يعرف السطح المرئي من الشمس بالغلاف الضوئي، وتكون الطبقة الأدنى من هذه الطبقة ذات عتامة للضوء المرئي، يصبح ضوء الشمس حراً بالانتقال إلى الفضاء فوق هذه الطبقة، ومنها تنتقل طاقة داخل الشمس للخارج. يرجع التغير في الخصائص البصرية للشمس في هذه الطبقة نتيجة تناقص كميات آنيون الهيدروجين والذي يمتص الضوء المرئي بسهولة.
وعلى العكس من ذلك ينتج الضوء المرئي إلكترونات تتفاعل مع ذرات الهيدروجين لتقلل من كمية آنيون الهيدروجين.
تبلغ سماكة الغلاف الضوئي مئات الكيلومترات وهي ذات عتامة أقل بقليل من هواء الأرض، لأن القسم الأعلى من الغلاف الضوئي أقل حرارة من الأدنى، وتظهر الصور الملتقطة للشمس بأنها ذات سطوع أعلى في المركز منه عن الأطراف أو بوجود سواد على أطراف قرص الشمس وهو مايعرف باسم سواد الأطراف.
يملك ضوء الشمس تقريباً طيف الجسم الأسود وهو ما يؤشر على أن درجة حرارتها حوالي 6000 كلفن، يتخللها خطوط طيف ذرية في الطبقات الضعيفة فوق الغلاف الضوئي.
تبلغ كثافة الجسيمات في الغلاف الضوئي حوالي 1023م3 وهو ما يعادل 0.37% من كثافة جسيمات الغلاف الجوي الأرضي عند مستوى سطح البحر. يعود ذلك لأن معظم جسيمات الغلاف الضوئي هي من الإلكترونات والبروتونات مما يجعل جسيمات الغلاف الجوي الأرضي أثقل بـ 58 ضعفا.
لوحظ خلال الدراسات المبكرة للطيف المرئي بأن بعض خطوط الطيف لا تتناسب مع أي مركب كيميائي معروف على الأرض. لذلك فرض جوزيف نورمان لوكير في سنة 1868 بأن هناك عنصر جديد موجود ودعاه بالهيليوم، ولم تمضِ سوى 25 سنة بعد ذلك حتى تم عزل الهيليوم على الأرض.

### الغلاف الجوي

يمكن رؤية هالة الشمس خلال الكسوف الكلي للشمس بالعين المجردة

يُشار إلى أعلى الغلاف الضوئي من الشمس بالغلاف الجوي للشمس. ويمكن رصده بتلسكوب يعمل على الطيف الكهرومغنطيسي. يمكن تمييز خمس مناطق رئيسية في الغلاف الشمسي باستخدام أمواج الراديو أو أشعة غاما وهي : منطقة الحرارة المنخفضة والغلاف الملون ومنطقة الانتقال والهالة الشمسية والغلاف الشمسي. يُعتبر الغلاف الشمسي الطبقة الخارجية من الشمس حيث يتمدد الغلاف الشمسي بعد مدار بلوتو ليصبح غشاءاً شمسياً (غمد شمسي)، حيث تشكلت حدوده على شكل موجة صدمية في الوسط بين النجمي. تكون كلاً من الغلاف الملون ومنطقة الانتقال والهالة الأكثر حرارة من سطح الشمس. حتى الآن لم يبرهن السبب وراء ذلك، لكن يقترح أن أمواج ألففين لها الطاقة الكافية لتسخين الهالة
الطبقة الأقرب للشمس هي طبقة درجة الحرارة المنخفضة وتقع على ارتفاع 500 كم من الغلاف الضوئي، وتصل درجة الحرارة في هذه الطبقة إلى 4100 كلفن. وهذه الطبقة ذات درجة حرارة منخفضة بما فيه الكفاية لتدعم وجود جزيئات الماء وأحادي أكسيد الكربون وأمكن تحديد وجود هذين المركبين باستخدام الخطوط الطيفية.
تتموضع فوق طبقة الحرارة المنخفضة طبقة الغلاف الملون، وهي طبقة يبلغ سمكها حوالي 2000 كم مهيمن عليها من قبل خطوط الطيف. وسُميت بهذا الاسم لأنها تُرى كوميض ملون في بداية ونهاية كسوف الشمس. تزداد الحراة في هذه الطبقة تدريجياً مع الارتفاع لتصل إلى حرارة 20000 كلفن بالقرب من أعلى هذه الطبقة. يصبح الهيليوم في الجزء الأعلى من هذه الطبقة متأيناً جزئياً.

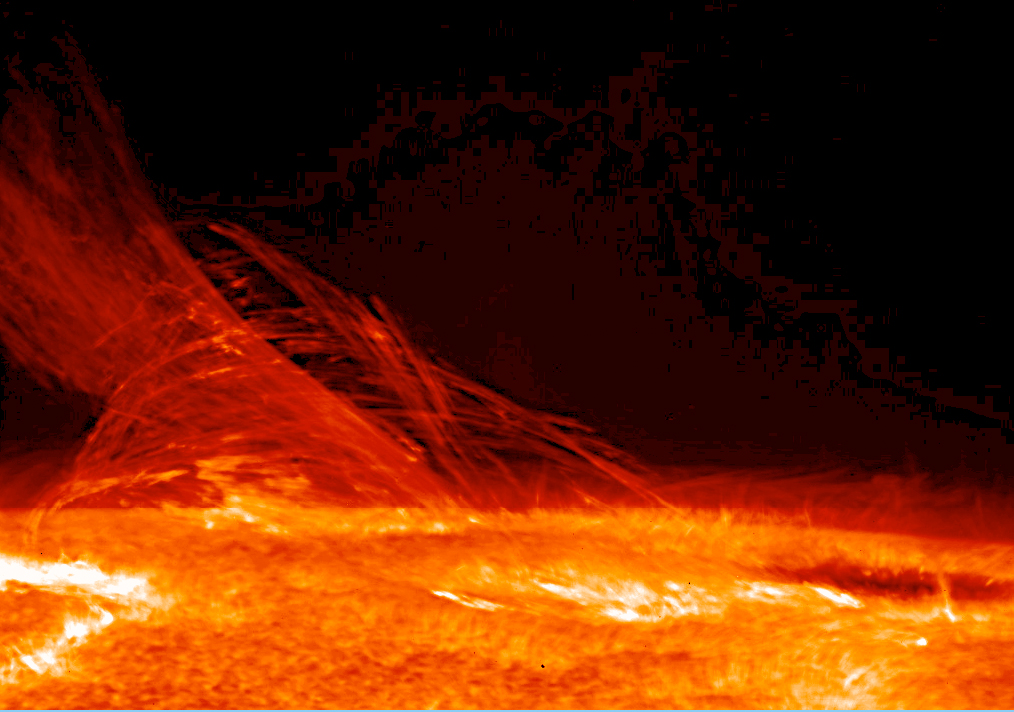
صورة ملتقطة بواسطة مسبار هينودي في سنة 2007 تكشف هذه الصورة عن طبيعة البلازما الشمسية التي تربط مناطق مختلفة القطبية المغناطيسية

تتواجد طبقة رقيقة بسمك 200 كم تقريباً وهي منطقة الانتقال، تتميز هذه المنطقة بالارتفاع السريع لدرجة الحرارة بحيث ترتفع من 20000 كلفن في نهابة منطقة الغلاف الملون إلى 1000000 كلفن. ويساهم تأين كامل الهيليوم في هذه المنطقة من الزيادة السريعة لدرجة الحرارة بحيث تساهم بتقليل التأثير التبريدي الإشعاعي للبلازما. لا تحدث منطقة الانتقال كحالة على ارتفاع ما، إنما تشكل هالة ضوئية حول الكائنات الكروموسفيرية مثل الشوكات والشواظات، وهي في حركة فوضوية مستمرة. من السهل رؤوية منطقة الانتقال من الأرض، كما من السهل رؤيته من الفضاء باستخدام معدات حساسة للأشعة فوق البنفسجية.
تمتد الهالة للخارج، وهي بحد ذاتها أكبر من الشمس. تمتد الهالة بشكل مستمر إلى الفضاء مشكلةً الرياح الشمسية، والتي تملأ كل المجموعة الشمسية. تملك الطبقة السفلى من الهالة بالقرب من الشمس كثافة جسيمات تتراوح ما بين 1015 إلى 1016م−3. يتراوح متوسط درجة حرارة الهالة والرياح الشمسية 1,000,000–2,000,000 كلفن، على الرغم من الحرارة في المناطق الأسخن تتراوح ما بين 8,000,000–20,000,000. حتى الآن لا توجد نظرية لحساب حرارة الهالة، لكن بعضاً من الحرارة عرفت بواسطة إعادة الاتصال المغناطيسي.
الغلاف الشمسي عبارة عن تجويف حول الشمس ممتلئ ببلازما الرياح الشمسية ويمتد لما حوالي 20 ضعف من نصف قطر الشمس أو الحدود الخارجية للمجموعة الشمسية. تعرف حدوده الخارجية بأنه الطبقة التي يصبح بها تدفق الرياح الشمسية أسرع من أمواج ألففين. الاضطربات والقوى الديناميكية خارج هذه الحدود لا تأثر على شكل الهالة الشمسية ضمنها، لأن المعلومات يمكن أن تسافر فقط ضمن سرعة موجة ألففين. دائماً الرياح المنتقلة للخارج عبر الغلاف الشمسي تشكل حقلا مغناطيسيا شمسيا على شكل لولبي، حتى تصطدم بالغمد الشمسي على بعد 50 وحدة فلكية. مر مسبار فوياجر 1 بجانب موجة صدمية والتي يعتقد أنها جزء من الغمد الشمسي. كما سجل كل من مسباري فوياجر مستويات عالية من الطاقة عندما اقتربا من حدود الغلاف.

### الفوتونات والنيوترينو

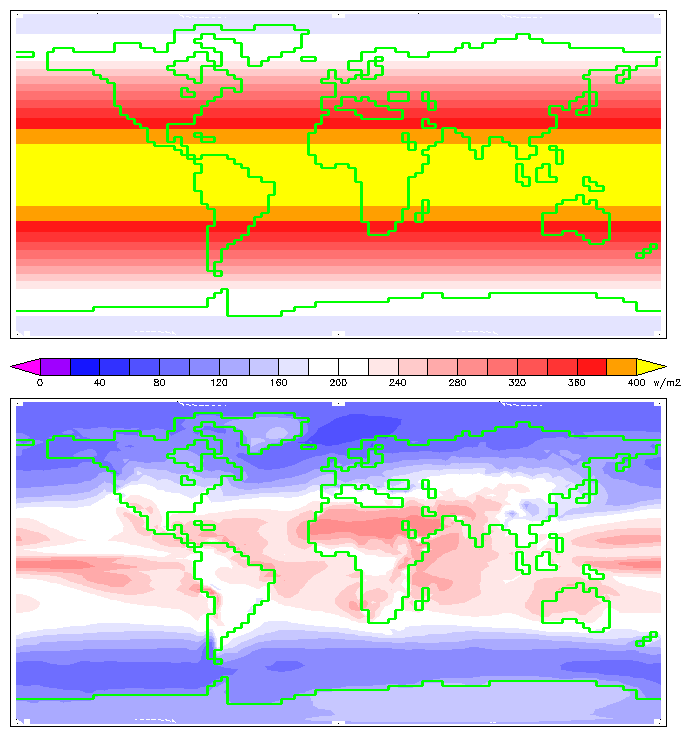
المتوسط السنوي للإشعاع الشمسي في الجزء العلوي من الغلاف الجوي للأرض

يتم امتصاص فوتونات أشعة غاما عالية الطاقة التي تم إطلاقها في البداية مع تفاعلات الاندماج في القلب تقريبًا بواسطة البلازما الشمسية في المنطقة الإشعاعية. تحدث إعادة الانبعاث في اتجاه عشوائي وعادة في طاقة أقل قليلاً مع تسلسل الانبعاثات والامتصاص، يستغرق الإشعاع وقتًا طويلاً للوصول إلى سطح الشمس. تتراوح تقديرات وقت السفر إلى الفوتون ما بين 10،000 و170،000 عام. في المقابل، لا يستغرق الوصول إلى السطح سوى 2.3 ثانية بالنسبة للنيوترينو، التي تمثل حوالي 2٪ من إجمالي إنتاج الطاقة للشمس.
نظرًا لأن نقل الطاقة في الشمس هي عملية تنطوي على فوتونات في توازن ديناميكي حراري مع المادة، فإن النطاق الزمني لنقل الطاقة في الشمس أطول، في حدود 30000000 سنة. هذا هو الوقت الذي تستغرقه الشمس للعودة إلى حالة مستقرة، إذا كان معدل توليد الطاقة في جوهرها قد تغير فجأة.
يتم إطلاق النيوترينو أيضًا من خلال تفاعلات الاندماج في القلب، ولكن على عكس الفوتونات، فإنها نادراً ما تتفاعل مع المادة، بحيث يتمكن جميعهم تقريبًا من الفرار من الشمس. لسنوات عديدة كانت قياسات عدد النيوترينو المنتجة في الشمس أقل من نظريات مشكلة نيوترينو الشمس. تم حل هذا التناقض في عام 2001 من خلال اكتشاف آثار تذبذب النيوترينو: حيث تنبعث من الشمس عدد من النيوترينو التي توقعت النظرية بذلك، ولكن أجهزة الكشف عن النيوترينو كانت مفقودة في 2/3 الشمس لأن النيوترينو قد غيرت بحلول وقت اكتشافها.

## الحقل المغناطيسي

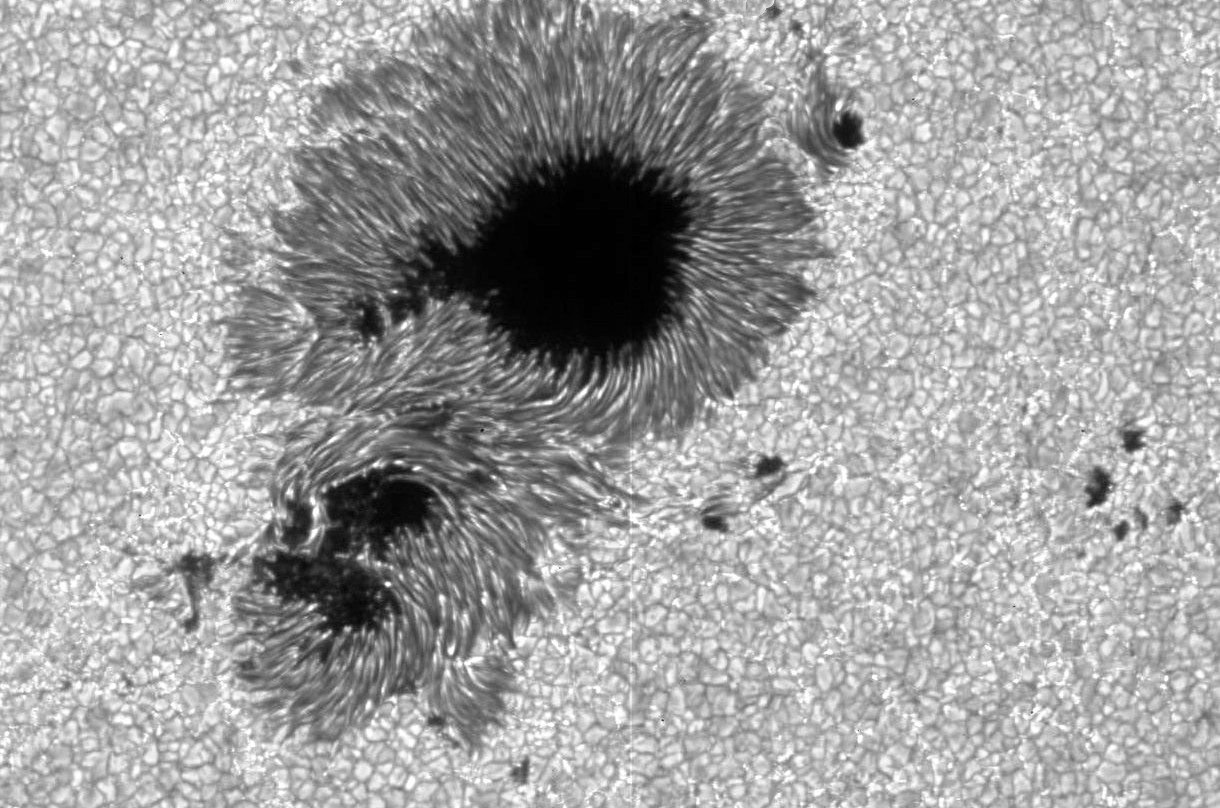
صورة الضوء المرئي للبقع الشمسية

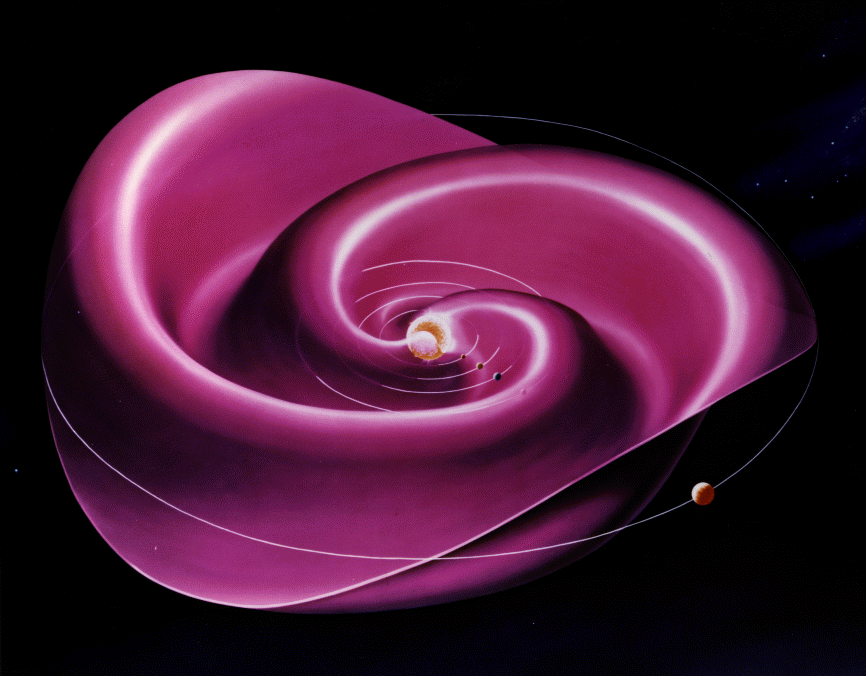
تيار الغلاف الشمسي الدوري يمتد إلى المراكز الأخيرة للمجموعة الشمسية وينتج بسبب التشابك الناتج عن دوران الحقل المغناطيسي الشمسي مع الحقل بين الكوكبي

للشمس مجال مغناطيسي يتغير عبر سطح الشمس. مجاله القطبي هو 1-2 غاوس (0.0001-0.0002 طن)، في حين أن الحقل عادة 3000 غاوس (0.3 طن) في الملامح الموجودة على الشمس والتي تسمى البقع الشمسية و 10-100 غاوس (0.001-0.01 طن) في بروزات الطاقة الشمسية.
الشمس نجم نشط مغناطيسياً. فهي تدعم التغيرات القوية والتي تتنوع من عام إلى آخر، وتغير الأتجاه كل أحد عشر عاماً حول الذروة الشمسية. يؤدي الحقل المغناطيسي الشمسي إلى تأثيرات عديدة تدعى بمجملها النشاط الشمسي من ضمنها البقع الشمسية على سطح الشمس والانفجارات الشمسية والتغيرات في الرياح الشمسية والتي تحمل المواد عبر المجموعة الشمسية.
يتضمن تأثير النشاط الشمسي على الأرض الشفق القطبي وتعطل الاتصالات اللاسلكية والطاقة الكهربائية، ويعتقد أن النشاط الشمسي يلعب دورا كبيرا في تشكل وتطور المجموعة الشمسية. كما يغير النشاط الشمسي تركيب الغلاف الجوي الأرضي الخارجي.
جميع المواد في الشمس تكون بالطور الغازي وبلازما نتيجة حرارة الشمس العالية. مما يجعل من السهل للشمس أن تدور أسرع عند خط الاستواء (حوالي 25 يوماً) منها في خطوط العرض الأعلى (حوالي 35 يوماً قرب القطبين). ويسبب الدوران التفاضلي للشمس مع الارتفاع تتشابك خطوط الحقل المغناطيسي مع بعضها البعض مما يسبب حلقات من الحقل المغناطيسي تنشأ من سطح الشمس وتؤدي إلى تشكيلات هائلة من البقع والانفجارات الشمسية. كما يسبب التشابك المغناطيسي هذا تأثير الدينامو الشمسي ودورة الأحد عشر عاماً للنشاط المغناطيسي الشمسي، حيث يعكس الحقل المغناطيسي الشمسي نفسه كل أحد عشر عاماً.
تحمل الرياح الشمسية الممغنطة الحقل المغناطيسي الشمسي معها مُشكلة ما يعرف باسم الحقل المغناطيسي البين كوكبي. وبما أن البلازما يمكنها أن تنتقل على طول خطوط الحقل المغناطيسي، يمتد الحقل المغناطيسي البين كوكبي بشكل قطري من الشمس، لأن الحقل المغناطيسي فوق وتحت خط الاستواء له نقاط قطبية مختلفة في الاتجاه أو بعيداً عن الشمس، وتوجد طبقة رقيقة من التيار الكهربائي عند مستوي خط الاستواء الشمسي، والتي تدعى تيار الغلاف الشمسي الدوري. يشابك دوران الشمس الحقل المغناطيسي والتيار الدوري على مسافة بعيدة على شكل حلزون أرخميدس مشكلةً بنية تدعى حلزون باركر.
الحقل المغناطيسي بين كوكبين أقوى بكثير من الحقل المغناطيسي الثنائي للشمس. وتتراوح قوة الحقل المغناطيسي الثنائي للشمس ما بين 50-400 ميكرو تسلا (عند الغلاف الضوئي) ويتناقص بنسبة عكسية مع مكعب المسافة ليصل إلى 0.1 نانو تسلا على مسافة تساوي بعد الأرض. في حين وحسب قياسات المسبارات الفضائية يكون الحقل المغناطيسي البين كوكبي على بعد الأرض يساوي 5 نانو تسلا.

## الدورات الشمسية

### البقع الشمسية ودورات البقع الشمسية

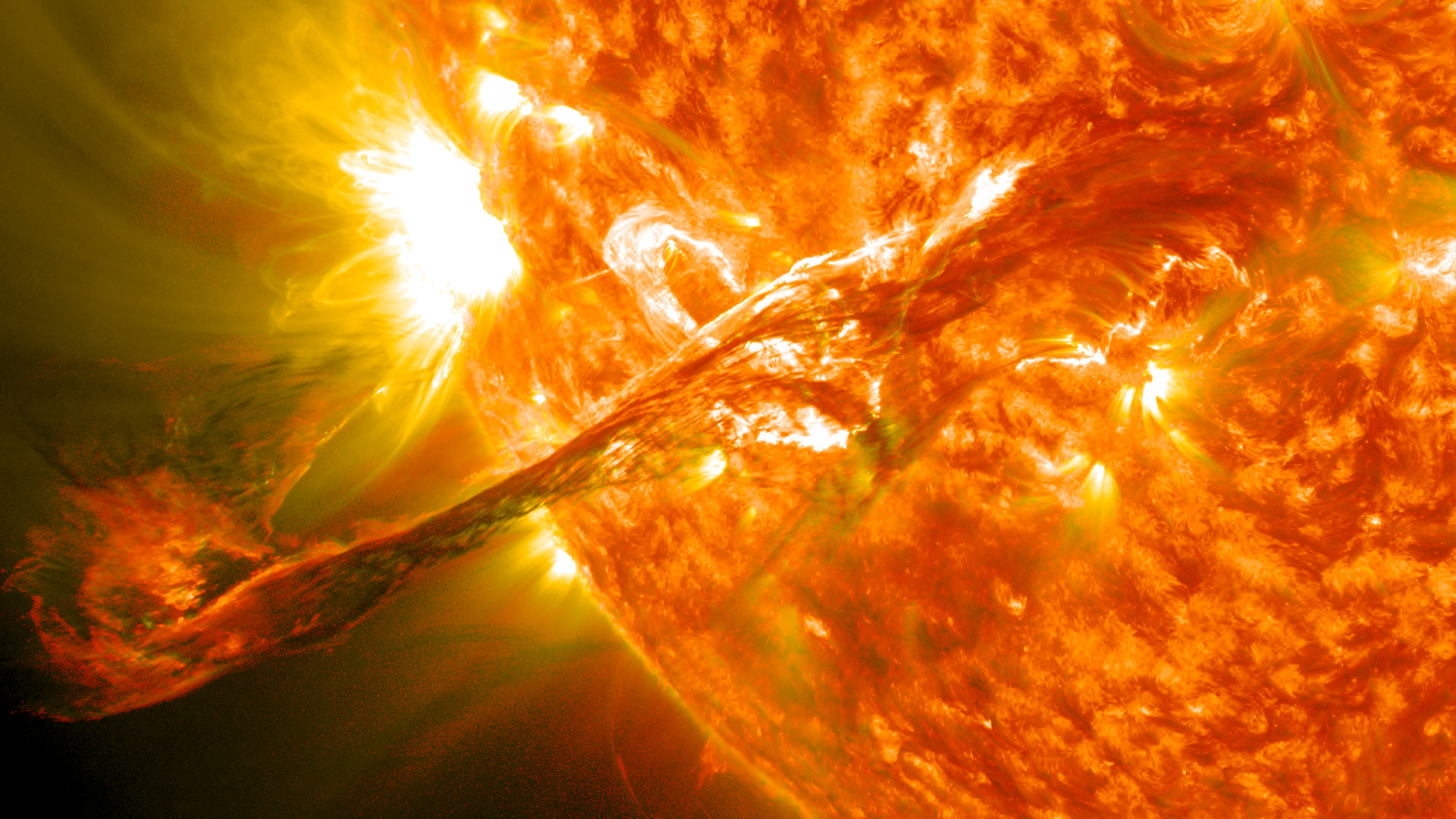
شواظشمسي في 31 أغسطس 2012.

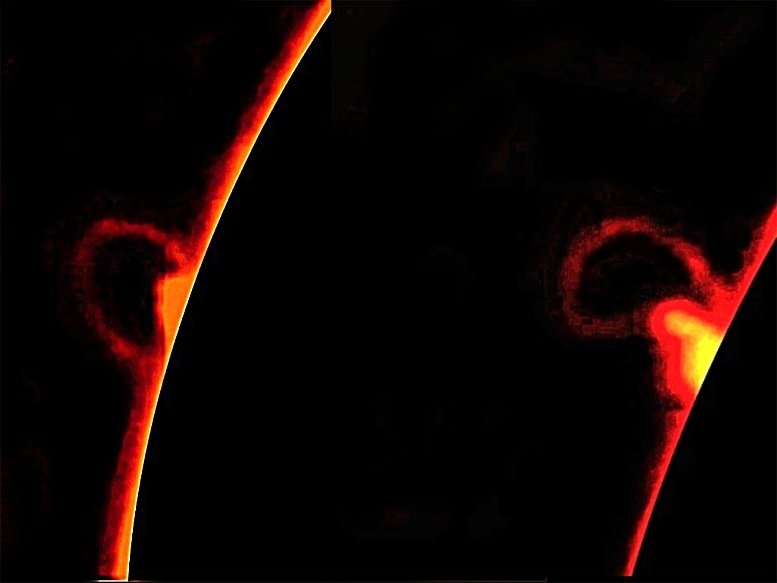
صورتان متعاقبتان لظاهرة الشواظ الشمسي أثناء تطورها، وقد حـُجب قرص الشمس في هاتين الصورتين لتحسين وتوضيح صورة الشواظ

عادةً عند رصد الشمس مع فلترة مناسبة، فإن البقع الشمسية من الملامح التي ترى بسرعة، والتي تعرف بأنها منطقة من سطح الشمس تبدو أغمق من محيطها بسبب درجة حرارتها المنخفضة. تكون البقع الشمسية منطقة ذات نشاط مغناطيسي شديد حيث يثبط النقل الحراري بالحمل بسبب الحقل المغناطيسي الشديد، مما يقلل من انتقال الطاقة من المناطق الأكثر حرارة. يسبب الحقل المغناطيسي تسخي كبير في الهالة، مما ينتج عنه مناطق تكون مصادر لشواظ شمسي شديد والانبعاث الكتلي الإكليلي. قد يبلغ مقطع بعض البقع الشمسية عشرات ألاف الكيلومترات.
عدد البقع الشمسية المرئية على الشمس غير ثابت، لكنه يتغير كل دورة مؤلفة من أحد عشر عاماً. في ادنى الدورة الشمسية عدد قليل من البقع يمكن رؤيته وأحياناً لا يمكن رؤية أي بقعة ويكون أغلبها عند خطوط العرض العليا. مع تقدم الدورة الشمسية يزداد عدد البقع الشمسية وتتحرك نحو خط الاستواء، هذه الظاهرة توصف بواسطة قانون سبورير. عادةً ما تنشأ البقع الشمسية بين زوجين من الأقطاب المغناطيسية. تتبدل الأقطاب المغناطيسية كل دورة شمسية، بذلك كل قطب مغناطيسي شمالي في دورة يتحول إلى قطب جنوبي في الدورة التالية.
تؤثر الدورة الشمسية بشكل كبير على مناخ الفضاء، إضافة إلى تأثيرها الكبير على مناخ الأرض حيث أنه لضياء الشمس علاقة كبيرة مع النشاط المغناطيسي. يميل النشاط الشمسي عند أدنى الدورة إلى أن يكون مرتبطاً مع درجات الحرارة الأخفض، في حين أكثر من متوسط الدورة يرتبط بدرجات الحرارة الأعلى. في القرن السابع عشر بدا أن الدورة الشمسية قد توقفت لعدة عقود فعدد قليل من البقع لوحظ خلال هذه الفترة مما أدى إلى نشوء ما عُرف بالعصر الجليدي الصغير، فشهدت أوروبا درجات الحرارة الباردة على نحو غير عادي. وقد تم اكتشاف الحرارة الدنيا من خلال تحليل حلقات جذوع الأشجار ويبدو أنها قد تزامنت مع أقل من متوسط درجات الحرارة العالمية

### احتمالية الدورة طويلة الأمد
توجد نظرية تدعي أن هناك عدم استقرار مغناطيسي في نواة الشمس تسبب تقلبات مع فترات طويلة من السنوات تتراوح ما بين 41000 إلى 1000000 سنة. يمكن لهذه النظرية أن توفر أفضل تفسير للعصور الجليدية من دورات ميلانكوفيتش.

## دورة حياة الشمس

### التشكيل

تطور الشمس والضياء الشمسي ونصف قطرها ودرجة الحرارة الفعالة مقارنةً بالوقت الحاضر.

تشكلت الشمس قبل حوالي 4.57 مليار سنة نتيجة انهيار قسم من سحابة جزيئية عملاقة والتي كانت تحتوي في معظم تركيبها على الهيدروجين والهيليوم، ومن الممكن أن تكون هذه السحابة قد شكلت نجوماً أخرى. وقد قدر هذا العمر استناداً إلى النمذجة باستخدام الحاسوب لتقدير الطور النجمي ومن خلال علم التسلسل الزمني الكوني أيضاً. كانت النتائج منسجمة مع بيانات التأريخ الإشعاعي لمواد قديمة من المجموعة الشمسية.
كشفت الدراسات على النيازك القديمة آثار نوى مستقرة من النظائر قصيرة العمر مثل الحديد-60 والذي يتشكل فقط في انفجارات قصيرة المدى للنجوم. ويؤشر هذا إلى أنه يجب أن ينفجر مستعر أعظم أو اثنين بالقرب من مكان تشكل الشمس. ومن المحتمل بأن الموجة الصدمية الناتجة عن انفجار المستعر الأعظم قد حثت على تشكل الشمس عن طريق ضغط الغازات ضمن السحابة الجزيئية، وتسببت بانهيار داخل السحابة في منطقة ما تحت تأثير جاذبيتها. الجزء المنفصل من السحابة المنهارة بدأ بالدوران بسبب مصونية الزخم الزاوي وبدأت حرارته بالازدياد مع ارتفاع الضغط، نتيجة لذلك تجمعت معظم الكتلة في المركز، بينما طارت البقية لخارج القرص والتي شكلت الكواكب وبقية النظام الشمسي. ولد الضغط والحرارة في نواة السحابة المنفصلة كمية كبيرة من الحرارة كما تراكم مزيد من الغاز من محيط القرص، أخيراً تسبب ذلك ببدأ التفاعلات النووية وبذلك ولدت شمسنا.

### التسلسل الرئيسي

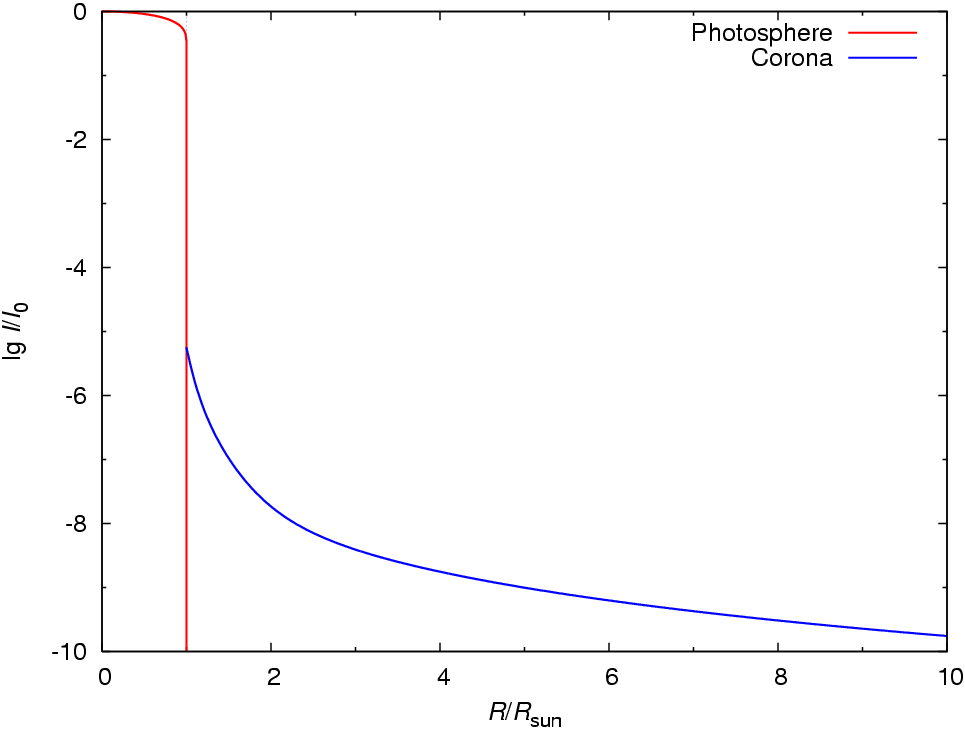
المنحنى الضوئي اللوغاريتمي لهالة الشمس (أزرق). ويمثل المنحنى الأحمر الغلاف الضوئي للشمس وانخفاض السطوع بالابتعاد عن سطح الشمس.

تعتبر الشمس الآن في منتصف عمرها كنجم نسق أساسي، وخلال هذه المرحلة يكون تفاعلات هيدروجينية تحول الهيدروجين إلى الهيليوم.
ففي كل ثانية يتحول أكثر من مليون طن من المادة إلى طاقة ضمن نواة الشمس منتجةً نيترونات وإشعاعات شمسية، هذه النسبة تعادل تحويل ما يقارب من 100 ضعف من كتلة الأرض إلى طاقة. تقضي الشمس في مرحلة النسق الأساسي منذ بدايتها وحتى نهايتها حوالي 10 مليار سنة.
لا تملك الشمس كتلة كافية لتنفجر كمستعر أعظم، وبدلاً من ذلك فإنه بعد 5 مليار سنة ستدخل في طور عملاق أحمر، حيث ستمتد الطبقات الخارجية منها بسبب نفاد وقود الهيدروجين في النواة وستتقلص النواة وتسخن.
سيستمر اندماج الهيدروجين حول النواة الحاوية على الهيليوم والتي ستتمدد بشكل مستمر طالما هناك إنتاج للهيليوم. حالما تصل درجة حرارة النواة إلى 100 مليون كلفن يبدأ اندماج الهيليوم وإنتاج الكربون لتدخل الشمس طور عملاق مقارب. يتبع مرحلة العملاق الأحمر نبضات حرارية شديدة تسبب تخلص الشمس من طبقاتها الخارجية وتشكيل سديم كوكبي. الشيء الوحيد الذي يبقى بعد قذف الطبقات الخارجية هي النواة الحارة، والتي ستبرد ببطأ وتضمحل لقزم أبيض خلال مليارات السنين. وهذا هو سيناريو تطور النجوم متوسطة الكتلة.

### تلاشي الشمس
من المعروف أن مصير الأرض محسوم بالزوال في النهاية. عندما تتحول الشمس إلى عملاق أحمر فإن نصف قطره سيمتد لخلف مدار الأرض الحالي، حيث أن نصف قطر العملاق الأحمر سيكون أكبر بـ 250 ضعف من قطرها الحالي. ومع الوقت سيتحول العملاق الأحمر إلى عملاق مقارب، حيث ستفقد الشمس 30% من كتلتها بسبب الرياح النجمية، لذلك ستفلت الكواكب من مداراتها للخارج، ويعتقد أن الأرض ستكون بمنأى عن ذلك، لكن يعتقد العلماء بأن الأرض ستبتلع من قبل الشمس بسبب قوى المد والجزر. وحتى لو نجحت الأرض من الإفلات من ابتلاع الشمس، فإن الماء على سطحها سيغلي، ومعظم غلافها الجوي سوف يهرب باتجاه الفضاء. وحتى خلال الحياة النجمية للشمس ضمن نوع النسق الأساسي، فإن ضياء الشمس سيزداد تدريجياً (10% كل مليار سنة) وبالتالي سترتفع درجة حرارتها تدريجياً مما سيكون له عظيم الأثر على الأرض. من المعلوم أن الشمس كانت أكثر خفوتاً في الماضي، ومن الممكن أن يكون هذا سبب بدأ الحياة على الأرض قبل حوالي مليار سنة. ازدياد الحرارة بهذا الشكل ستؤدي إلى تسخين حرارة الأرض وتبخر مياه الأرض من على سطحها في المليار السنة القادمة، مما سيقضي على جميع أشكال الحياة على الأرض.

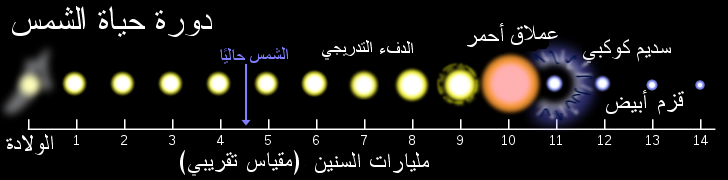
دورة حياة الشمس.

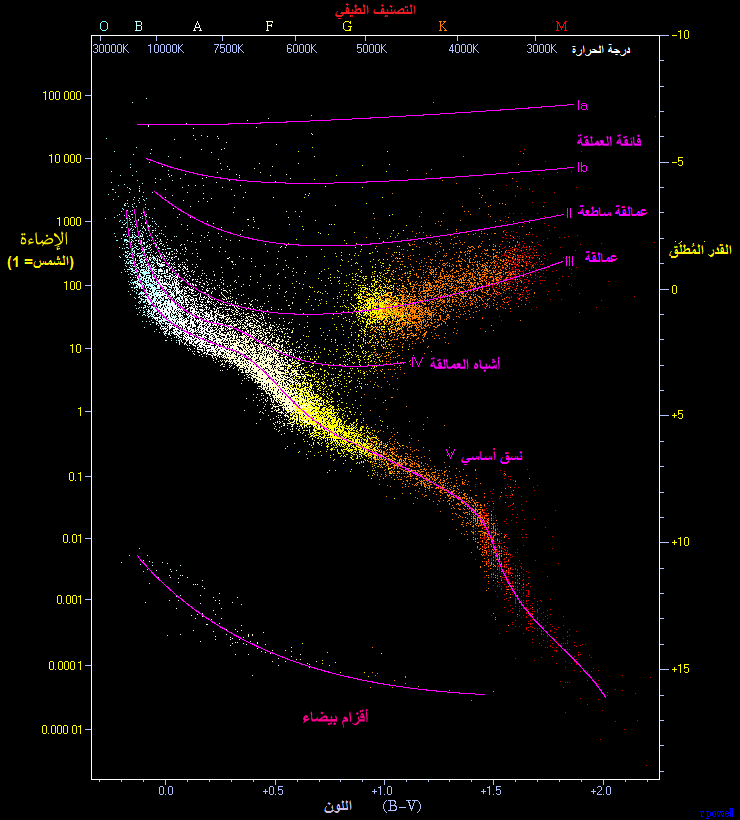
مختلف أنواع النجوم مقيدة في هذا الرسم البياني المعروف برسم مخطط هرتسبرونغ وراسل أو ببساطة "هرسل". ويتضح من الرسم أن معطم النجوم تتبع المنحنى المائل في الشكل الذي يمتد من الركن اليساري العلوي (نجوم ساخنة شديدة الإضاءة) إلى الركن الأيمن الأسفل (نجوم أقل سخونة وأقل سطوعا) وتسمى تلك المجموعة النسق الأساسي. كما يوجد توزيع الأقزام الشعلاء وهذا التوزيع يكاد أن يمتد أفقيا أسفل المجموعة الرئيسية. كما توجد أعلى المجموعة الرئيسية النجوم الساطعة، والعمالقة، والفائقة العملقة تضم طبقا لتسميتها نجوما أضخم بكثير عن الكتلة الشمسية. وتوجد الشمس في منتصف المجموعة الرئيسية تقريبا كنجم يبلغ قدره الظاهري 1، وقدره المطلق 8 و4، ومؤشر اللون له 0.66 ودرجة حرارة السطح 5.780 كلفن ونوع الطيف.

## حركة الشمس وتموضعها في المجرة

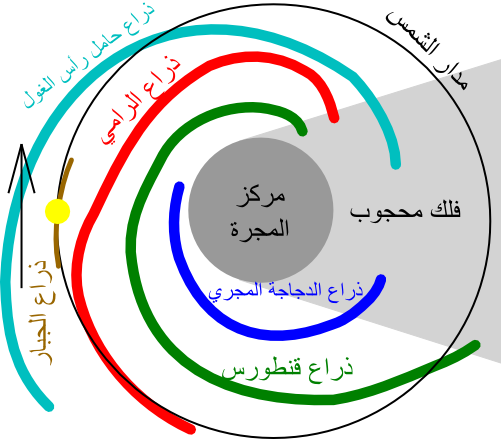
أذرعة مجرة درب التبانة، وذراع الجبار هو القوس القصير بني اللون، وتقع عليه المجموعة الشمسية (أصفر)، متفرعا من ذراع رامي القوس، إلا أن بعض العلماء يراه جزءمن ذراع حامل رأس الغول

تتموضع الشمس بالقرب من ذراع داخلي لمجرة درب التبانة يدعى ذراع الجبار، ضمن السحابة البين نجمية المحلية أو سحابة الحزام. ويفترض أنها تبعد عن مركز المجرة من 7.5-8.5 فرسخ فلكي (ما يعادل 25000-28000 سنة ضوئية) وهي محتواة ضمن الفقاعة المحلية وهو وسط من الغازات الساخنة المخلخلة والمحتمل نشوءه بسبب بقايا مستعر أعظم التوأمان.
يبعد الذراع المحلي عن أقرب ذراع خارجي له وهو ذراع حامل رأس الغول حوالي 6500 سنة ضوئية
أطلق العلماء على الشمس والمجموعة الشمسية ما يعرف باسم نطاق صالح للسكن. يعتقد أن مدار الشمس حول مركز المجرة بأنه قريب من شكل قطع ناقص مع بعض التشوهات نتيجة لعدم تجانس توزع كتل الأذرع الحلزونية للمجرة.
إضافة إلى أن الشمس تتحرك حركة تذبذبية للأعلى والأسفل بالنسبة لمستوي المجرة وتتم هذه الحركة حوالي 2.7 مرة في كل دورة مدارية.
أُقترح أن الشمس قد مرت خلال ذراع مجري ذي كثافة أكبر مما تسبب في انقراضات جماعية على الأرض، بسبب زيادة الاصطدامات. تستغرق الدورة المدارية الواحدة للمجموعة الشمسية حوالي مليار سنة (سنة مجرية)،  لذلك يعتقد أن الشمس ستكمل 20-25 دورة مدارية خلال حياتها. تبلغ السرعة المدارية للمجموعة الشمسية لحركتها حول مركز المجرة حوالي 251 كم/ث. تستغرق المجموعة الشمسية 1190 سنة للسفر سنة ضوئية واحدة ضمن مجال السرعة هذا أو 7 أيام للسفر مسافة وحدة فضائية.
تتأثر حركة الشمس حول مركز كتلة المجموعة الشمسية باضطرابات الكواكب، لذلك كل بضع مئات من السنين تتحول الحركة من حركة عادية إلى حركة تراجعية.

### المدار في درب التبانة
تدور الشمس حول مركز درب التبانة، وهي تتحرك حاليًا في اتجاه كوكبة الدجاجة. نموذج بسيط لحركة نجم في المجرة إحداثيات المجرة X و Y و Z عللى النحو التالي:
{\displaystyle X(t)=X(0)+{\frac {U(0)}{\kappa }}\sin(\kappa t)+{\frac {V(0)}{2B}}(1-\cos(\kappa t))}
{\displaystyle Y(t)=Y(0)+2A\left(X(0)+{\frac {V(0)}{2B}}\right)t-{\frac {\Omega _{0}}{B\kappa }}V(0)\sin(\kappa t)+{\frac {2\Omega _{0}}{\kappa ^{2}}}U(0)(1-\cos(\kappa t))}
{\displaystyle Z(t)={\frac {W(0)}{\nu }}\sin(\nu t)+Z(0)\cos(\nu t)}
حيث U وV وW هي السرعات ذات الصلة فيما يتعلق بالمعيار، B وA ثوابت أورت، {\displaystyle \Omega _{0}=A-B} وهي سرعة الزاوية للدوران المجري، {\displaystyle \kappa ={\sqrt {-4\Omega _{0}B}}} هو "التردد الذري"، و ν هو تردد التذبذب العمودي. بالنسبة للشمس يتم تقدير القيم الحالية لـ U وV وW على أنها {\displaystyle (U(0),V(0),W(0))=(10.00,5.25,7.17)} كم/ثانية، وتقديرات الثوابت الأخرى هي A = 15.5 كم/ثانية فرسخ فلكي، B = .212.2 كم/ثانية فرسخ فلكي، K = 37 كم/ثانية فرسخ فلكي، و V = 74 كم/ثانية فرسخ فلكي. نأخذ (X(0 و (Y(0 لتكون صفرية ويقدر (Z(0 أن يكون 17 فرسخاً فلكياً.
إضطراب مدار الشمس حول مجرة درب التبانة بسبب التوزيع الغير منتظم للكتلة في مجرة درب التبانة. لقد قيل إن مرور الشمس عبر الأذرع الحلزونية ذات الكثافة العالية يتزامن غالبًا مع حدوث انقراض جماعي على الأرض، ربما بسبب أحداث التأثير المتزايدة (اصطدام (علم الفلك)).
يستغرق النظام الشمسي حوالي 225 إلى 250 مليون سنة لاستكمال مدار واحد عبر درب التبانة (سنة مجرية)، لذلك يُعتقد أنه أكمل 20 إلى 25 مدارًا خلال عمر الشمس. تبلغ السرعة المدارية للنظام الشمسي حول مركز درب التبانة حوالي 251 كم/ثانية (156 ميل/ثانية). في هذه السرعة يستغرق النظام الشمسي حوالي 1,190 سنة لمسافة سنة ضوئية واحدة.
تتحرك مجرة درب التبانة فيما يتعلق بإشعاع الخلفية الكونية الميكروي في اتجاه كوكبة الشجاع بسرعة 550 كم/ثانية، وتبلغ سرعة الشمس الناتجة عن إشعاع الخلفية الكونية الميكروي حوالي 370 كم/ثانية في اتجاه الباطية (كوكبة) أو الأسد (كوكبة).

## توهجات الشمس

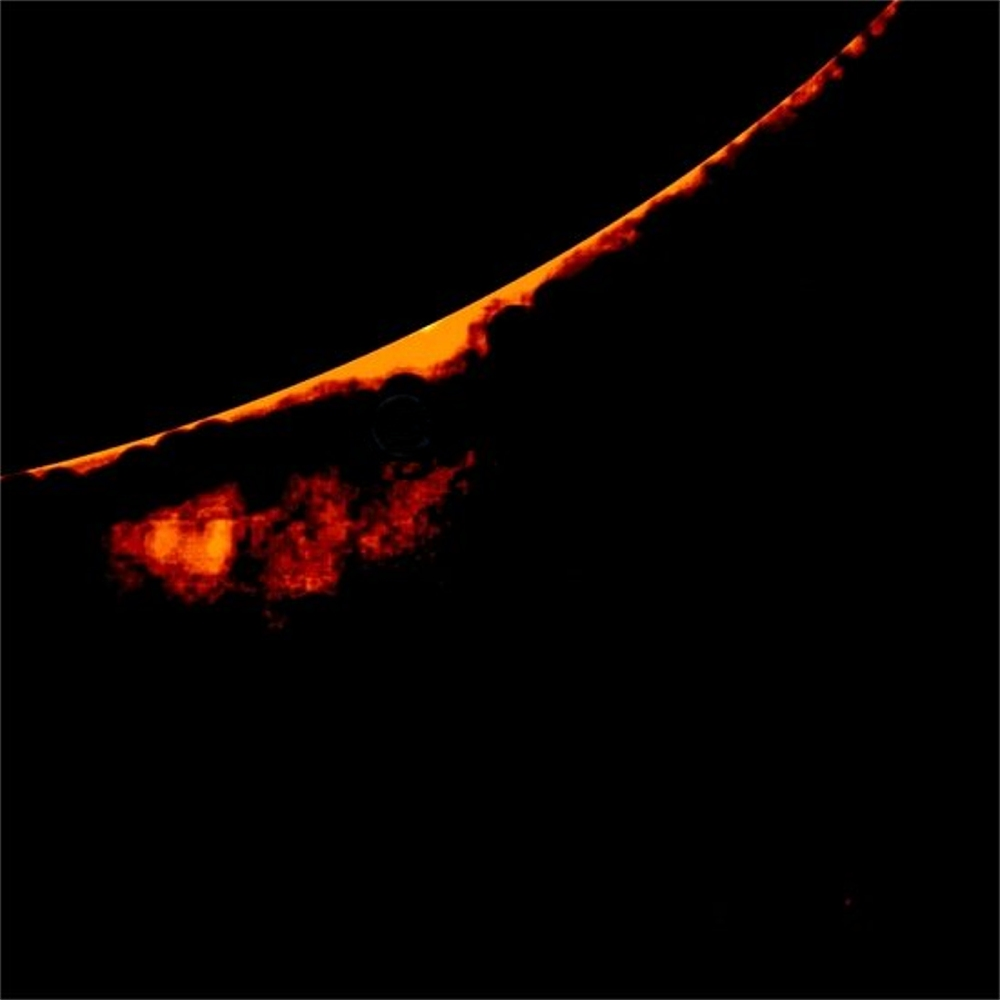
شواظ شمسي منفصل

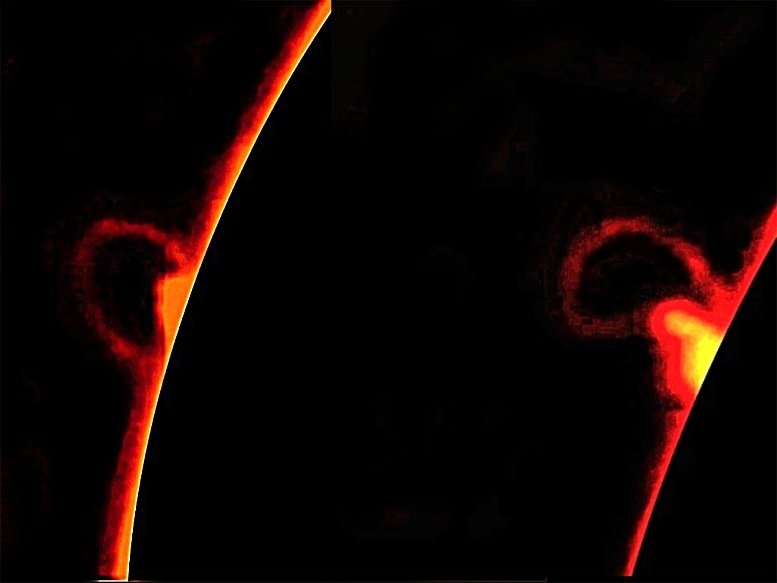
شواظ شمسي أثناء وبعد التوهج

يوجد نوعان من الوهج الشمسي.

### شواظ شمسي
شواظ شمسي هو شكل مشع غازي ضخم يمتد خارجاً من سطح الشمس، غالباً على شكل حلقي. يكون الشواظ متصلاً إلى سطح الشمس في طبقة الميزوسفير، ويمتد إلى طبقة التروبوسفير.
على اعتبار أن التروبوسفير يتكون من غازات متأينة شديدة الحرارة تعرف باسم البلازما والتي لا تشع الكثير من الطيف المرئي، فإن الشواظ الشمسي يحتوي الكثير من البلازما الأبرد من التروبوسفير والتي تركيبها مشابه لتركيب طبقة الكروموسفير.
تظل شواظ شمسي ربما أشهر عديدة لا تتغير تغير يذكر. وهذه تظهر غالباً بالقرب من البقع الشمسية وتنشأ من مجالات مغناطيسية وتبقيها على شكلها.
في تلك التشكيلات تنتقل المادة عبر خطوط المجالات المغناطيسية فوق سطح الشمس. وهي تبرد وتظهر مظلمة.

### انفجار شمسي
يعني بصفة عامة انفجار شمسي. تلك هي مظاهر تستغرق عدة دقائق أو ربما عدة ساعات. في تلك الانفجارات تـُدفع مادة بسرعات قد تبلغ 1000 كيلومتر في الثانية إلى خارج الشمس. وهي تنشأ أحيانا من شواظ، وبعد انتهاء الانفجار تعود إلى شكلها الأصلي.
يظهر الانفجار الشمسي الشديد في دورة تستغرق حوالي 11 سنة. وخلال تلك الفترات لنشاط الشمس تظهر على الأرض ناحية القطبين الشفق القطبي.

## غلاف الشمس

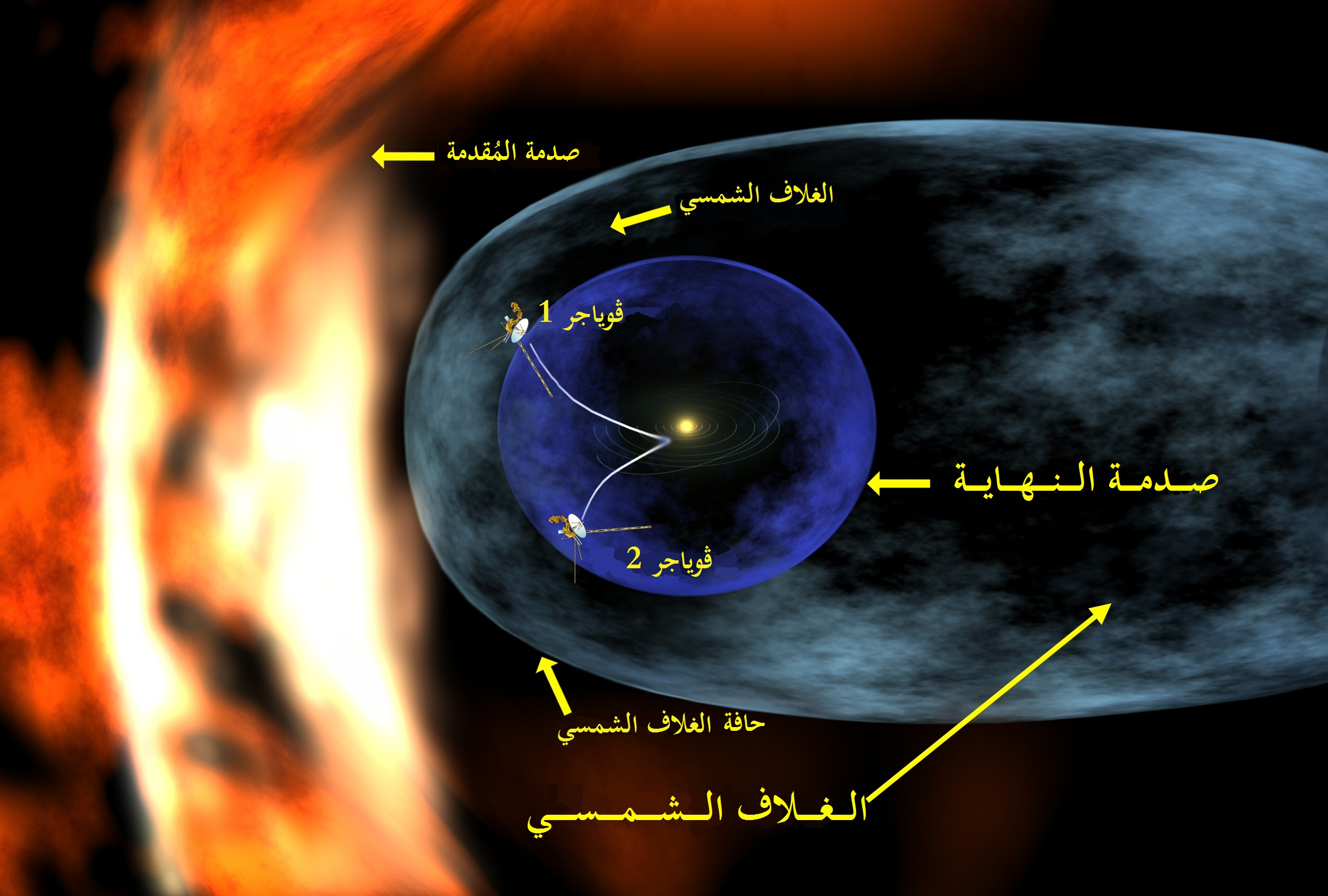
الغلاف الشمسي يواجه الغاز بيننجمي. ويرى مساري المسباراين فوياجر 1 وفوياجر 2 اللذان أطلقتهما ناسا عام 1977.

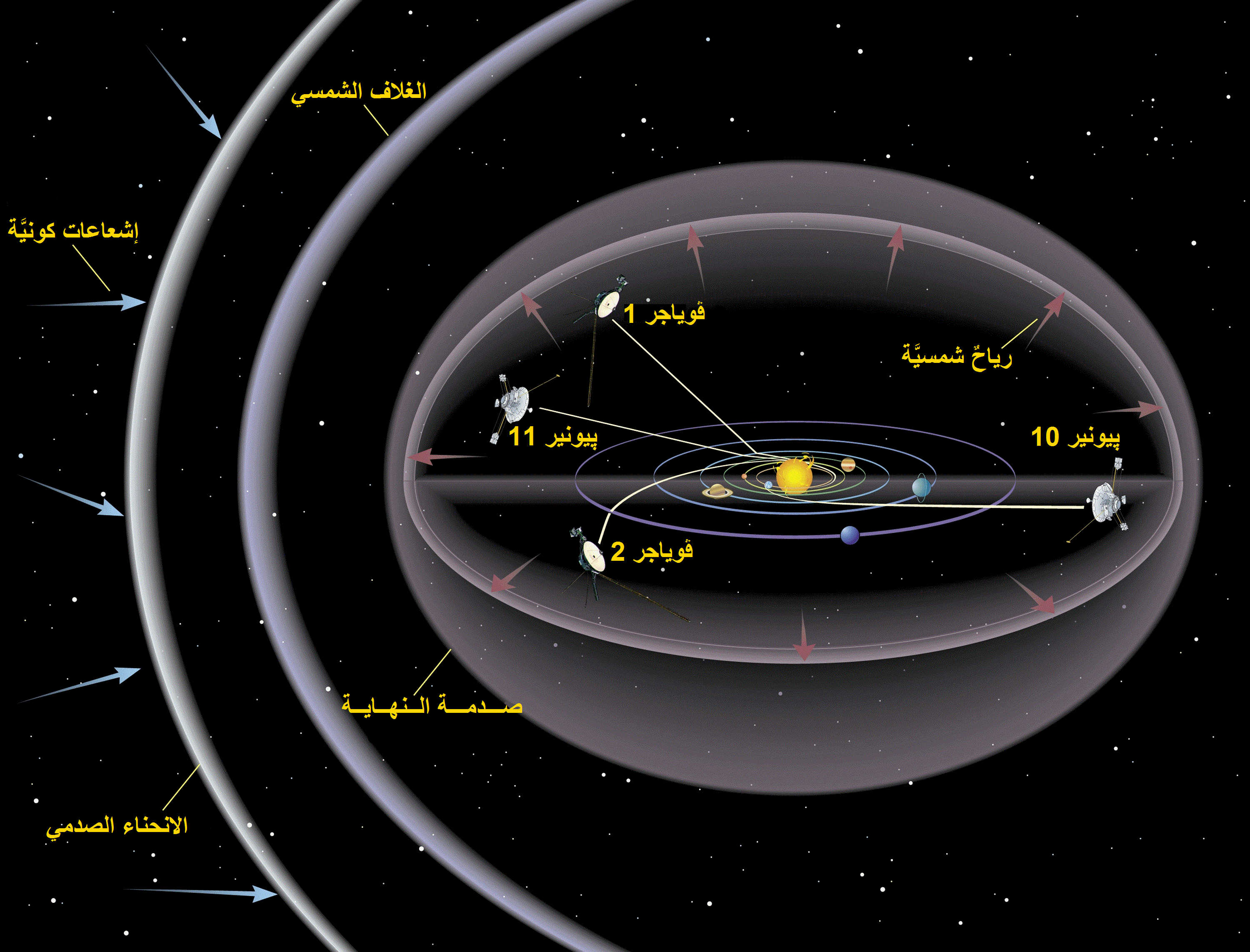
رسم يُبيِّنُ اتجاهات المسبارات الفضائيَّة التي أطلقتها وكالة ناسا إلى الفضاء الخارجي.

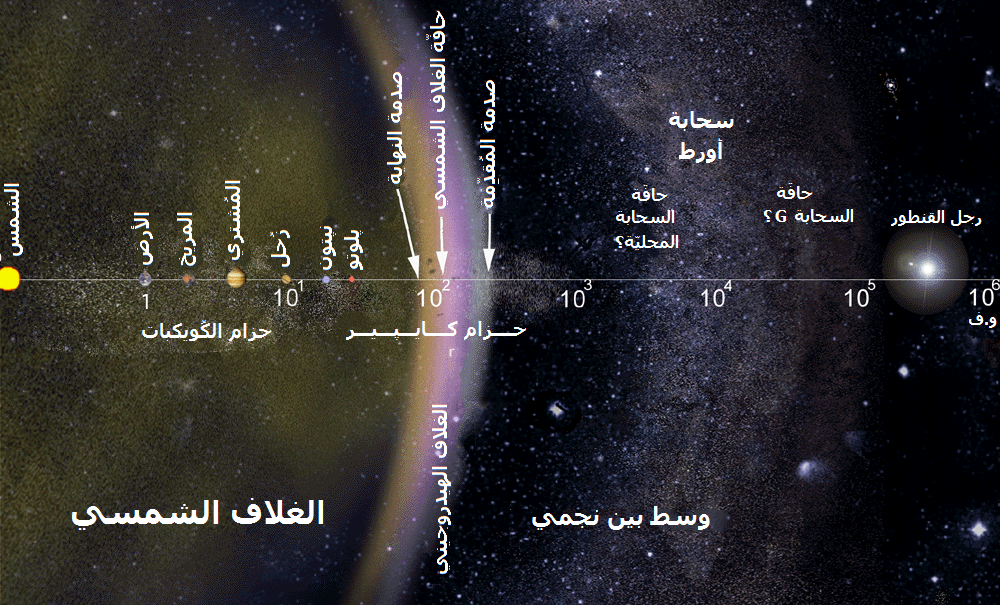
تصويرٌ للمجموعة الشمسيَّة وما جاورها من أجرامٍ فلكيَّةٍ بناءً على مقياسٍ لوغاريثميّ يتراوح بين أقل من وحدة فلكيَّة واحدة إلى مليون وحدة فلكيَّة (و.ف). تتغلَّف الشمس وكواكب المجموعة الشمسيَّة بِفُقاعةٍ من الرياح الشمسيَّة - تُعرف بالغلاف الشمسيّ - يبلغ حجمها حوالي 100 و.ف.

الغلاف الشمسي هو اشبه بفقاعة بالفضاء منتفخة من الرياح الشمسية بداخل الوسط النجمي (تتخلل المجرة غازيَ الهيدروجين والهيليوم).

### الرياح الشمسية
تتكون الرياح الشمسية من جزيئات وذرات متأينة من الهالة الشمسية ومجالها وبالضبط من المجال المغناطيسي. وكما هو معروف بأن الشمس تدور مرة كل 27 يوم، فالمجال المغناطيسي المتنقل بواسطة الرياح الشمسية يتحول إلى شكل دوامة. فالأشكال المختلفة من المجالات المغناطيسية للشمس الخارجة مع الرياح الشمسية بإمكانها إنتاج عواصف مغناطيسية في غلاف المجال المغناطيسي للأرض.

### البنية

#### وسادة تيار الغلاف الشمسي
تتموج وسادة تيار الغلاف الشمسي الناشئة داخل الغلاف الشمسي بسبب الحقل المغناطيسي الدوار حول الشمس. وتعتبر تلك الوسادة أضخم بنية داخل النظام الشمسي وهي تمدد من خلاله، ويقال أنها تشبه إلى حد ما تنورة راقصة الباليه.

#### البنية الخارجية
يتحدد الشكل الخارجي للغلاف الشمسي عبر التفاعل ما بين الرياح الشمسية والرياح القادمة عبر الفضاء خارج المدار. فالرياح الشمسية تتدفق خارجة من الشمس إلى جميع الإتجاهات وبسرعة عدة مئات كم/ث (أي حوالي مليون ميل بالساعة) بالقرب من محيط الأرض.

### صدمة النهاية
صدمة النهاية هي النقطة بالغلاف الشمسي حيث تنخفض سرعة الرياح الشمسية إلى سرعة تحت صوتية (مع الأخذ بالاعتبار النجوم المحيطة) خلال التفاعل مع الوسط النجمي. وهذه تسبب الانضغاط والحرارة وأيضا تغيير في المجال المغناطيسي.

### الغشاء الشمسي
الغشاء الشمسي هو النطاق الذي يكون خلف صدمة النهاية في المجال الشمسي، حيث تنخفض سرعة الرياح الشمسية وتتعرض للضغط وتظهر فيها الأعاصير بسبب تفاعلها مع الفضاء النجمي.

### حافة الغلاف الشمسي
حافة الغلاف الشمسي هو حد افتراضي يوقف الفضاء النجمي فيه الرياح الشمسية بشكل كامل، فتصبح تلك الرياح من الضعف بحيث لا يمكنها دفع الرياح النجمية القادمة من النجوم المحيطة.

### صدمة المقدمة
هناك أيضا افتراض بأن الشمس أيضا لديها صدمة المقدمة تظهر خلال رحلتها عبر الفضاء ما بين النجمي. سميت تلك الصدمة بهذا الاسم لتشابهها مع مايظهر من أثر السفينة عند ارتطام مقدمتها بالماء ولكن الفرق أن الشمس تصطدم ببلازما الفضاء بدلا من الماء.

## مشاكل نظرية

حركة مركز كتلة المجموعة الشمسية بالنسبة للشمس

### مشكلة نيوترينو الشمس
كانت قياسات معدلات الكترون نيترينو لسنوات والمحددة على الأرض اقل بما بين ثلث إلى نصف الكمية المتوقعة حسب النموذج الشمسي القياسي.
عنونت هذه النتجة الشاذة باسم مشكلة نيوترينو الشمس. أٌقترح لحل هذه المشكلة إما تخفيض درجة حرارة داخل الشمس لشرح التدفق المنخفض للنيوترينو، أو أُقترح أنه يمكن للالكترون نيترينو أن يتذبذب، ويتحول لجسيمات غير محددة هي تاو نيترينو وميوون نيترينو أثناء سفره من الشمس إلى الأرض.
بنيت عدة مراصد لقياس معدلات النيوتيرنو الشمسي بدأً من عام 1980، وأظهرت هذه المراقبة بأن الإلكترون نيترينو لديه كتلة صغيرة بالإضافة إلى تذبذبه. نجح مرصد سودبوري للنيوترينو في سنة 2001 في تحديد ثلاث أنواع من النيوترينو، ووجد بعد هذا أن الانبعاث الشمسي الكلي للنيوترينو يوافق النموذج القياسي، وبعد تحليل احصائي عويص وجد أن نحو 35% من النيوترينوات القادمة من الشمس من نوع نيوترينو الإلكترون. وهذا توافق مع تأثير ميكهيف- سميرنوف- وولفنشتاين الذي وصف تذبذب النيترينو في المادة. حالياً تعتبر أن هذه المشكلة قد حلت.

### مسألة تسخين الهالة

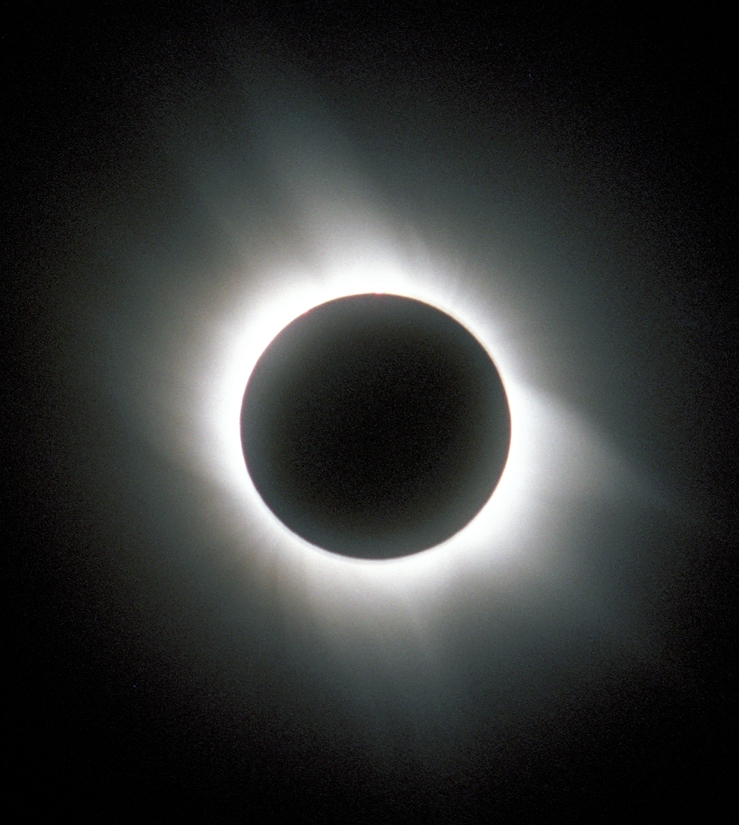
هالة الشمس خلال خسوف الشمس عام 2006.

تبلغ درجة حرارة الغلاف الضوئي للشمس حوالي 6000 كلفن . وتتواجد هالة الشمس فوق الغلاف الضوئي ؛ وترتفع درجة الحرارة في الهالة إلى ما بين 1.000.000 - 2.000.000 كلفن. ويظهر من درجة الحرارة العالية للهالة بأن تسخن نتيجة شيء آخر غير التسخين المباشر بالحمل الحراي من الغلاف الضوئي.
يعتقد بأن الطاقة اللازمة لتسخين الهالة تأتي من الحركة المضطربة لمنطقة الحمل أسفل الغلاف الضوئي، وقد أُقترحت آليتين لشرح تسخين الهالة. الفرضية الأولى دعيت بأمواج التسخين حيث أن الحركة المضطربة لمنطقة الحمل تنتج الأمواج الصوتية وجاذبية والأمواج الهيدروديناميك مغناطيسية. تنتقل هذه الأمواج للأعلى وتتبدد في الهالة، لتودع طاقتها في الغاز المحيط على شكل حرارة. في حين تفترض الفرضية الثانية حول التسخين المغناطيسي ، حيث ترتفع أقواس المجال المغناطيسي بنشاط فوق سطح الشمس فتقوم بتسريع بروتونات وأيونات مشحونة مما يرفع من درجة حرارتها ودرجة حرارة ما في طريقها من الغازات في الفضاء . يبدو هذا النشاط المغناطيسي للشمس ما يميزه من إعادة الاتصال المغناطيسي على صورة أقواس وانفجار شمسي كبير، وبأعداد لاتحصى من الاضطرابات الصغيرة تدعى بالانفجار الشمسي النانوي.
حالياً، من غير الواضح فيما إذا كانت الأمواج تأثر على آلية التسخين، وجد أن جميع الأمواج باستثناء أمواج إلففين تتبدد أو تنعكس قبل وصولها الهالة. بالإضافة إلى أمواج إلففين لا تتبدد بسهولة في الهالة، لذلك يركز الباحثين باتجاه التسخين المغناطيسي.

### خفوت الشمس الوليدة

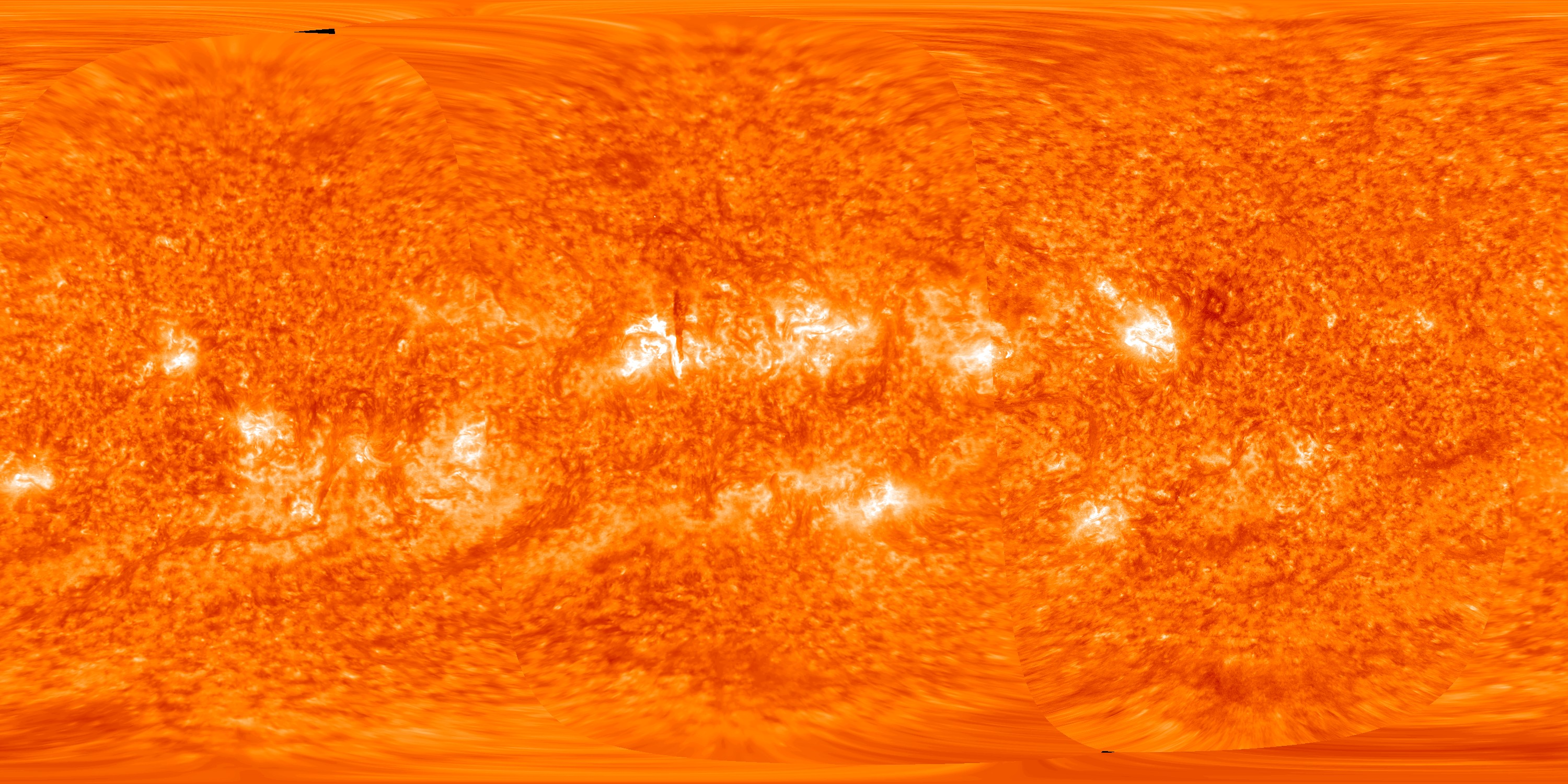
خريطة للشمس الكاملة بواسطة مرصد ستريو ومرصد ديناميكا الشمس

يقترح النموذج النظري لتطور الشمس بأن الشمس قبل 3.8 إلى 2.5 مليار سنة وخلال العصر الأركي كانت تشع 75% من ضيائها مقارنة باليوم. وبمثل هذا النجم الضعيف، فإنه غير قادر على تزويد سطح الأرض بالماء، والحياة لن تستطيع التطور.
مع ذلك، فإن السجلات الجيولوجية تدل على أن الأرض ظلت في درجة حرارة ثابتة إلى حد ما طوال تاريخها، وأن الأرض الوليدة كانت أسخن مما هي عليه اليوم. يجمع العلماء بأن الغلاف الجوي للأرض الوليدة حوت كميات أكبر بكثير من الغازات المسببة للاحتباس الحراري (مثل ثاني أكسيد الكربون، والميثان والأمونيا) مما هو موجود اليوم، والذي حصر كمية أكبر من الحرارة لتعويض الكميات القليلة الواصلة إلى الأرض من الطاقة الشمسية.

## تاريخ الرصد

### الفهم القديم

رع أو "رع-حوراختي" إله رئيسًي في الدين المصري القديم في عصر الأسرة الخامسة، وكان يُرمز إليه بقرص الشمس

وضعت الشمس في العديد من الثقافات موضع التبجيل خلال التاريخ البشري، مثلها مثل باقي الظواهر الطبيعية. كان الفهم البشري للشمس على أنها قرص مشع في السماء، وبوجودها فوق خط الأفق يتشكل النهار، وغيابها يسبب الليل، اعتبرت الشمس في الكثير من حضارات ماقبل التاريخ والحضارت القديمة كإله. كانت عبادة الشمس محور لحضارات شعوب كثيرة مثل الإنكا في أمريكا الجنوبية والأزتيك في المكسيك حالياً.

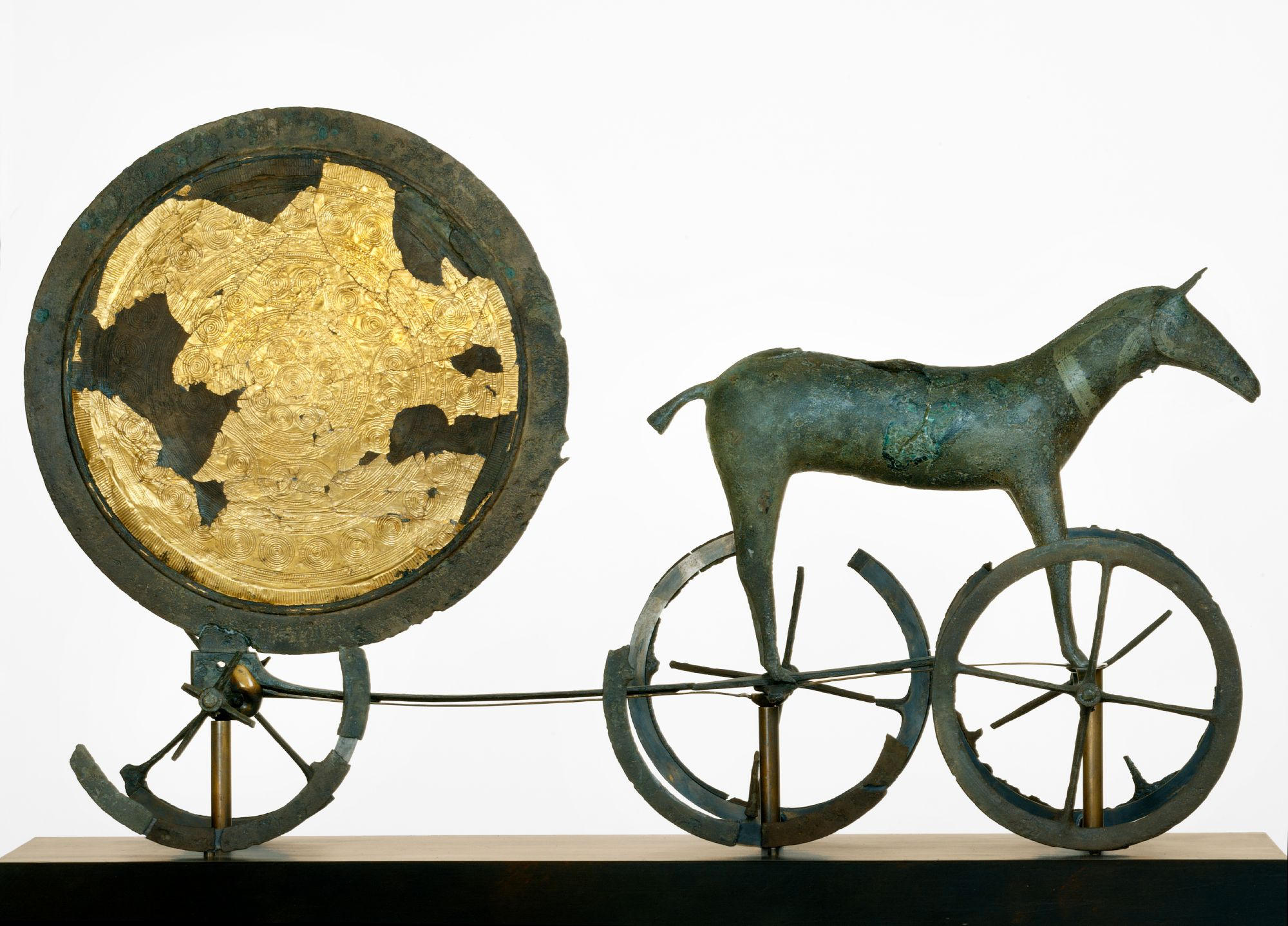
عربة الشمس في تروندهايم وهي عبارة سحب من قبل حصان وهو تمثال يُعتقد أنه يوضح جزءً مهمًا من الأساطير للعصر البرونزي. من المحتمل أن يكون التمثال من حوالي 1350 قبل الميلاد يتم عرضها في متحف الدنمارك الوطني

بناءً لهذه العبادات بنيت العديد من المعابد مركزة على الظواهر الشمسية وانطباعاتها العقلية، على سبيل المثال حجارة ميغاليث والتي تحدد انقلاب الشمس الصيفي والانقلاب الشتوي. وتقع بعض من أبرز الآثار المغليثية في مصر ومالطا وستونهنج في انكلترا. من أشهر المعالم التي تحدد الانقلاب الشتوي هو نيوغرانغ في أيرلندا. كما أن معبد تشيتشن إيتزا في مدينة تشيتشن إيتزا صمم ليلقي الظلال على شكل الثعابين تسلق الهرم في الاعتدالات الربيعي والخريف.
في أواخر الإمبراطورية الرومانية كان يحتفل بمولد الشمس بعيد يعرف باسم سول إنفكتوس (والذي يعيني الشمس التي لاتقهر) بعد وقت قصير من الانقلاب الشتوي خشبية وربما كان سابقة لاحتفالات عيد الميلاد. من حيث النجوم الثابتة تظهر الشمس من الأرض على أنها تدور مرة واحدة في السنة على طول مسير الشمس من خلال دائرة البروج، لذلك اعتبرها علماء الفلك اليوناني أنها واحدة من الكواكب السبعة وسميت أسماء الأسبوع السبعة اعتماداً على ذلك في بعض اللغات.

### تطور الفهم العلمي
لاحظ علماء الفلك البابليون في الألفية الأولى قبل الميلاد بأن حركة الشمس لم تكن منتظمة على طول مسار الشمس، على الرغم من أنهم لم يدركوا أسباب ذلك. اليوم عرف بأن الأرض لها مدار إهليلجي حول الشمس، لذلك هي تدور بشكل أسرع عندما تكون قرب الشمس (الحضيض) وبشكل أبطأ عندما تكون بعيدة (الأوج)
كان الفيلسوف اليوناني أناكساغوراس من أوائل الناس الذين قدموا تفسيراً علمياً للشمس معرفاً إياها على أنها كرة عملاقة ملتهبة من المعدن أكبر من البيلوبونيز بدلا من عجلة حربية يقودها هيليوس، وعرف القمر بأنه يعكس ضوء الشمس.
حكم عليه بالسجن وعقوبة الإعدام من قبل السلطات لتعليمه مادعي بالهرطقة، لكنه حرر بعد أن تدخل بريكليس. قدر إراتوستينس المسافة بين الأرض والشمس في القرن الثالث قبل الميلاد، لكن حتى الآن ما زال هناك اختلاف في صحة ترجمة المسافة التي قدرها. حدد كلاوديوس بطليموس المسافة بين الأرض والشمس بأنها 1210 ضعف من قطر الأرض، وهي تعادل 7.71 مليون كيلومتر (0.0515 وحدة فلكية).
كان أول من وضع نظرية مركزية الشمس ودوران الكواكب حولها كان أرسطرخس الساموسي في القرن الثالث قبل الميلاد، ومن ثم عدلت من قبل سلوقس. وقد تطور هذا الرأي في القرن السادس عشر وتحوله من نموذج فلسفي إلى نموذج رياضي من خلال أعمال نيكولاس كوبرنيكوس. سمح ظهور التلسكوبات بوضع ملاحظات تفصيلية على البقع الشمسية من قبل توماس هاريوت وغاليليو غاليلي وفلكيين آخرين. ويعتبر غاليليو أول من وضع ملاحظات تلسكوبية على البقع الشمسية وافترضها على أنها متوضعة على سطح الشمس، بدلاً من الرأي بأنها أجسام صغيرة تتحرك بين الأرض والشمس. أول رصد مؤرخ للبقع الشمسية سجله الفلكيين الصينيين في مملكة هان (220-206 قبل الميلاد) والذين حافظوا على تسجيل ملاحظاتهم لعدة قرون. كما سجل ابن رشد ملاحظات عن البقع الشمسية.
تضمنت مساهمات علماء الفلك المسلمين أعمال مثل محمد بن جابر بن سنان البتاني الذي اكتشف بأن اتجاه حركة القبا الشمسي متغير. وسجل ابن يونس المصري أكثر من 10000 رصد لتموضع الشمس باستخدام أسطرلاب كبير. كما أن أول رصد لعبور الزهرة كان في سنة 1302 على يد ابن سينا، والذي استنتج بأن الزهرة أقرب للأرض منه للشمس. في حين أن أول رصد لعبور عطارد كان في القرن الثاني عشر بواسطة ابن باجة.
حلل إسحاق نيوتن في القرن السابع عشر ضوء الشمس باستخدام الموشور، وبين أنه اللون الأبيض له مكون من تراكب عدة ألوان. في حين اكتشف ويليام هيرشل في سنة 1800 بأن الطيف الشمسي يحوي أشعة تحت حمراء في المجال الطيفي ذو الطول الموجي الأقل من اللون الأحمر. تطورت الدراسة الطيفية للأشعة الشمسية في القرن التاسع عشر فسجل فراونهوفر أكثر من خط طيفي مكون للطيف الشمسي.
كان مصدر طاقة الشمس في أوائل العصور العلمية الحديثة لغز محير للعلماء. أقترح اللورد كلفن بأن الشمس جسم يبرد تدريجياً ونتيجة لذلك كان يشع حرارته الداخلية المخزنة. ثم اقترح كلفن وهرمان فون هلمهولتز ألية تركيز الجاذبية لشرح خرج الطاقة الكبيرة للشمس، لكن حسب تقديرهم فإن عمر الشمس سيكون 20 مليون شمس وهو عمر قصير جداً عما أقترحه علماء ذلك العصر والمقدر بـ 300 مليون سنة آنذاك. في سنة 1890 اقترح مكتشف الهيليوم في الطيف الشمسي جوزيف نورمان لوكير نظرية التشكل النيزكي لشرح تشكل وتطور الشمس.

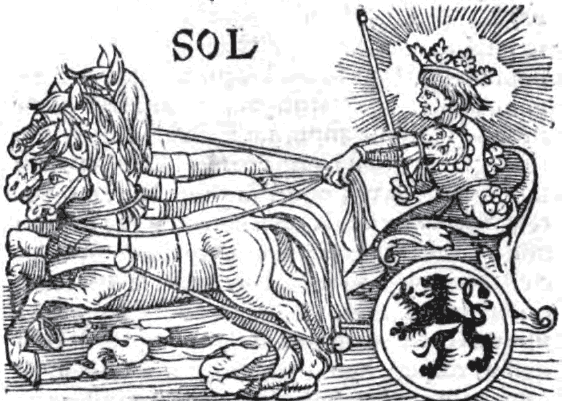
الشمس من طبعة 1550 من عالم الفلك غويدو بوناتي

في سنة 1904 اقترح إرنست رذرفورد بأن حرارة الشمس يمكن المحافظة عليها من خلال مصدر داخلي للحرارة، واقترح الإضمحلال الإشعاعي كمصدر لهذه الطاقة. وفر ألبرت أينشتاين فكرة أساسية لإنتاج مصدر الطاقة الشمسية من معادلة تكافؤ المادة والطاقة: E = MC2 
اقترح آرثر ستانلي إدنغتون في سنة 1920 بأن الضغط والحرارة الكبيرتان في نواة الشمس ستؤدي إلى تفاعلا اندماج نووي بحيث سيندمج بروتون هيدروجيني في نوى الهيليوم، مما سينتج إنتاج طاقة مع تغير في الكتلة. في سنة 1925 أكدت أبحاث سيسيليا باين غابوشكين باستخدام نظريات التأين وفرة الهيدروجين في الشمس. وقد تم تطوير هذا المفهوم النظري للاندماج في عام 1930 من قبل علماء الفيزياء الفلكية سابرامانين تشاندراسخار وهانز بيته، وقد حسب هانز تفاصيل التفاعلين الذريين المنتجين للطاقة كما في طاقة الشمس.
وأخيرا، نشر بحث في سنة 1957 من قبل مارغريت بوربيدج بعنوان "تجميع العناصر في النجوم". أظهرت أن معظم العناصر في الكون تنتج من التفاعلات النووية داخل النجوم، مثل ما يحدث في شمسنا.

### الرحلات الفضائية

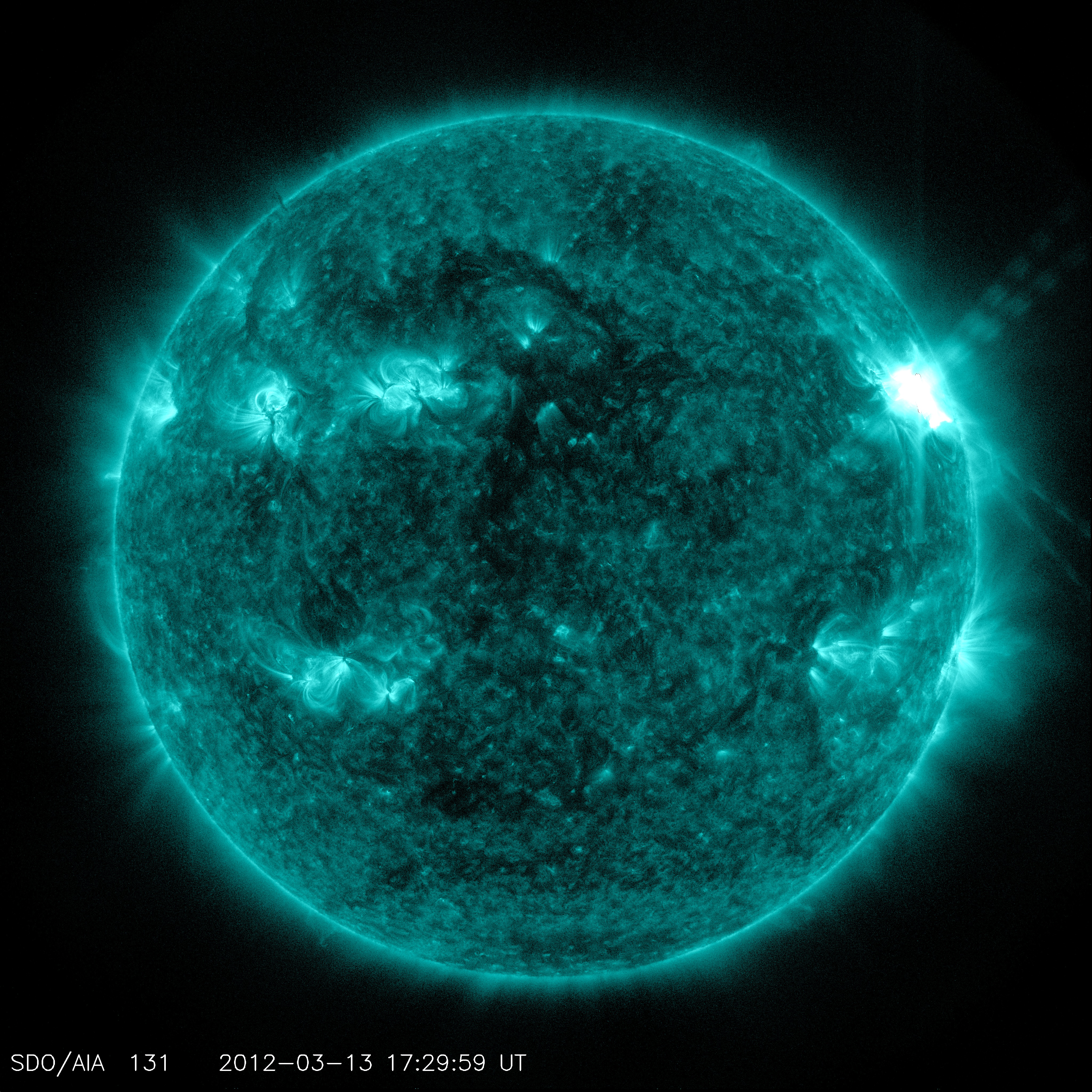
عاصفة مغناطيسية كبيرة ملتقطة في الساعة 1:29 مساءً من يوم 13 مارس 2012

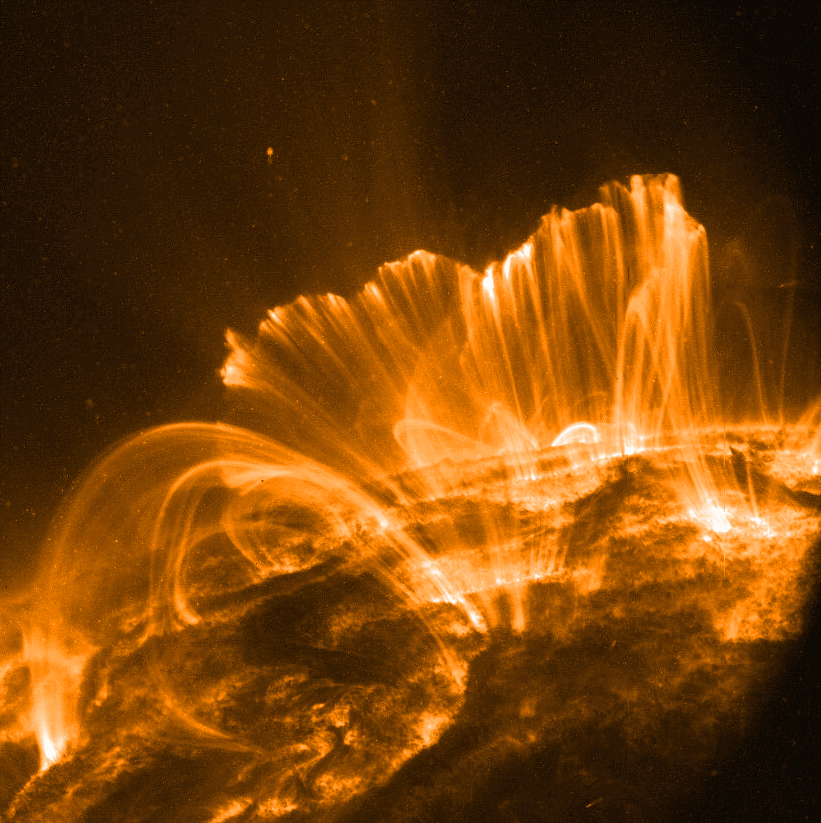

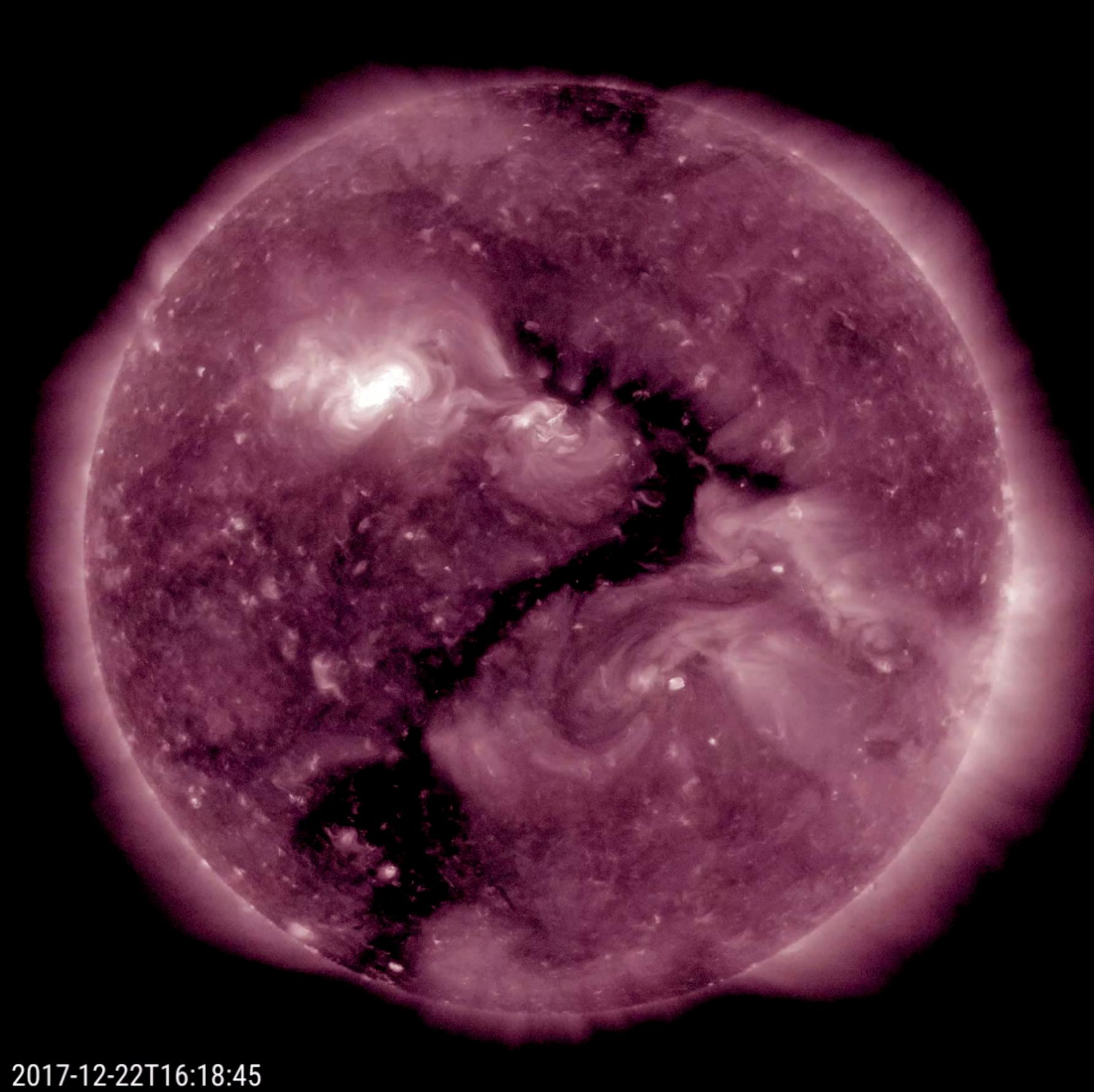
تشكل ثقب الاكليلية على الشمس علامة استفهام (22 ديسمبر 2017)

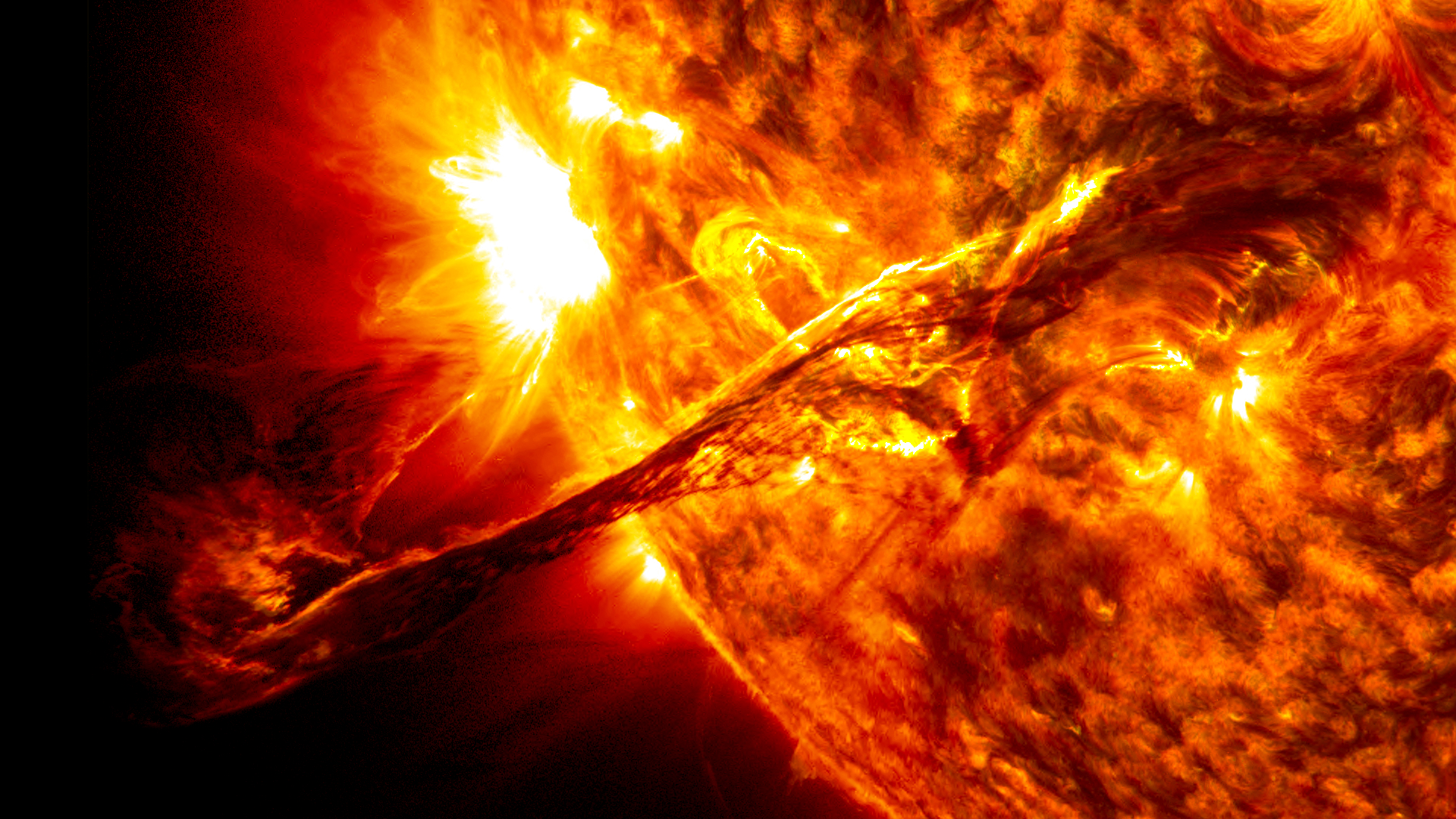
ظهور بروز شمسي في أغسطس 2012

كان برنامج بيونير التابع لوكالة ناسا أول من أطلق أقمار صناعية (بيونير 5 و6 و7 و8) لرصد الشمس، وقد أٌطلقت الرحلات ما بين أعوام 1959 إلى 1968. وقد دارت هذه المسبارات في مدار حول الشمس على بعد مماثل لبعد الأرض عن الشمس. ونجحت في جمع أول قياسات عن الرياح والحقل المغناطيسي الشمسي. وقد عمل بيونير 9 لفترة طويلة من الزمن واستمر حتى عام 1983.
في عام 1970 أمنت كل من رحلتي هيليوس ومرصد أبولو وسكاي لاب معلومات علمية جديدة حول الرياح الشمسية والهالة. كانت هيليوس 1 و2 نتاج تعاون بين كل من ألمانيا الغربية والولايات المتحدة الأمريكية وقد درست الرياح الشمسية من مدار ضمن مدار عطارد أثناء الحضيض. سكاي لاب هو عبارة عن محطة فضائية أمريكية أطلقت سنة 1973 وقد ضمت هذه المحطة مرصد شمسي يدعى بمرصد أبولو ماونت، والذي كان يشغل من قبل رواد الفضاء العاملين في المحطة. وقد قدم سكاي لاب أول معلومات رصدية عن منطقة الانتقال الشمسي وانبعاثات الأشعة فوق البنفسجية لهالة الشمس. كما تضمنت استكشافاتها الانبعاث الكتلي الإكليلي وثقوب الهالة التي يعرف الآن انها على ارتباط وثيق بالرياح الشمسية.
أطلقت ناسا في سنة 1980 مهمة سولار ماكسيموم، صممت هذه المهمة لرصد انبعاثات أشعة غاما والأشعة السينية والأشعة فوق البنفسجية المنبعثة من الانفجارات الشمسية أثناء أوقات ذروة النشاط الشمسي والضياء الشمسي، لكن بعد أشهر قليلة من إطلاقه تسبب عطل إلكتروني في المسبار بوضعه في وضع الاستعداد، لتمضي السنوات الثلاثة التالية بدون أي نشاط. في عام 1984 استرجع شالنجر وأصلحوا العطل قبل أن يعيدوه إلى مداره، ليلتقط سولار ماكسيموم العديد من الصور لهالة الشمس قبل أن يعود ليدخل الغلاف الجوي الأرضي في يونيو 1989.
أطلقت منظمة بحوث الفضاء اليابانية في سنة 1991 المسبار يوكو لرصد الانفجارات الشمسية والأطوال الموجية للأشعة السينية. سمحت البيانات المجموعة من هذا المسبار للعلماء بتحديد عدة أنواع مختلفة من الانفجارات الشمسية، كما أثبتت أن الهالة بعيداً عن منطقة الذروة كانت ذات نشاط وديناميكية أعلى مما كان متوقعاً. رصد المسبار يوكو كامل الدورة الشمسية، لكنه دخل في وضع الاستعداد أثناء كسوف سنة 2001. دخل المسبار الغلاف الجوي الأرضي في سنة 2005 ليتحطم هناك.
كان مسبار سوهو واحد من أهم المهمات التي جمعت بيانات عن الشمس، وقد تم بنائه بمساهمة كل من ناسا ووكالة الفضاء الأوروبية ليطلق في 2 ديسمبر 1995. كان من المفترض أن تستغرق مهمته عامين، لكن امتدت هذه المهمة حتى سنة 2012 بعد أن تم الموافقة على تمديد المهمة في أكتوبر 2009. وقد ثبت أنه من المفيد متابعة المهمة لذلك أطلق في فبراير 2010 مسبار مرصد ديناميكا الشمس. تموضع هذا المسبار في نقطة لاغرانج تقع بين الأرض والشمس. زود سوهو العلماء بصور عديدة لشمس بأطوال موجية مختلفة منذ إطلاقة. كما اكتشف سوهو بالإضافة إلى رصده الشمسي العديد من المذنبات، معظم هذه المذنبات كانت صغيرة وتتموضع مداراتها بالقرب من الشمس لتحترق عند مرورها بجوار الشمس.
رصدت كل تلك البعثات الشمس من مستوى مسار الشمس، وبذلك فهي رصدت منطقة الاستواء الشمسية بدقة. لذلك أطلقت ناسا ووكالة الفضاء الأوربية مسبار يوليوس في سنة 1990 لدراسة المنطقة القطبية الشمسية. انطلق المسبار إلى المشتري في البداية ليقوم بالتفافة ويضع نفسه في مدار أعلى من مستوى مسار الشمس. وقد رصد مصادفةً اصطدام المذنب شوميكار-ليفي 9 بالمشتري في سنة 1994. حالما تموضع يوليوس في مداره المخطط له، بدأ برصد الرياح الشمسية وشدة الحقل المغناطيسي الشمسي على خطوط عرض أعلى من خط الإستواء. وجد المسبار أن الرياح الشمسية عند خطوط عرض أعلى كانت تتحرك بسرعة 750 كم/ثا وهي أدنى مما كان متوقع، بالإضافة إلى وجود حقل مغناطيسي قوي يصدر في هذه الارتفاعات والذي كان يندمج مع الأشعة الكونية.
تركيزات العناضر في الغلاف الضوئي عرفت بشكل جيد من خلال الدراسات الطيفية، ولكن كان يوجد نقص في معرفة تكوين المناطق الداخلية للشمس. لذلك أرسلت مهمة قابلة للعود دعيت بإسم التكوين وقد صممت هذه المهمة لتسمح للعلماء بالقياس المباشر لمركبات الشمس. عاد مسبار التكوين إلى الأرض في سنة 2004 لكنه تأذى بعد أن اصطدم بالأرض نتيجة فشل مظلته في أن تفتح بعد دخوله الغلاف الجوي. على الرغم من الأضرار الجسيمة، تم انتشال بعض العينات الصالحة للاستعمال من المركبة الفضائية والتي يتم دراستهم وتحليلهم.
انطلق مسبار ستيريو المتكون من مسبارين جزئيين في أكتوبر 2006. وقد فصلت المسبارين ليتم سحبه تدريجياً إلى خلف مدار الأرض، مما جعلهما قادرين على تصوير الشمس والظواهر الشمسية بما فيه الانبعاث الكتلي الاكليلي.
اطلقت منظمة البحوث الفضائية الهندية مسبار فضاء باسم أديتيا بوزن 100 كغ في 2012 ويهدف إلى دراسة ديناميكية الهالة الشمسية.

## المراقبة والتأثيرات

مشهد لشروق الشمس من سطح الأرض.

خلال بعض الظروف الجوية، تصبح الشمس مرئية للعين المجردة بوضوح، ويمكن ملاحظتها دون إجهاد العينين. انقر على هذه الصورة لرؤية الدورة الكاملة لغروب الشمس، كما لوحظ من السهول العالية في صحراء موهافي.

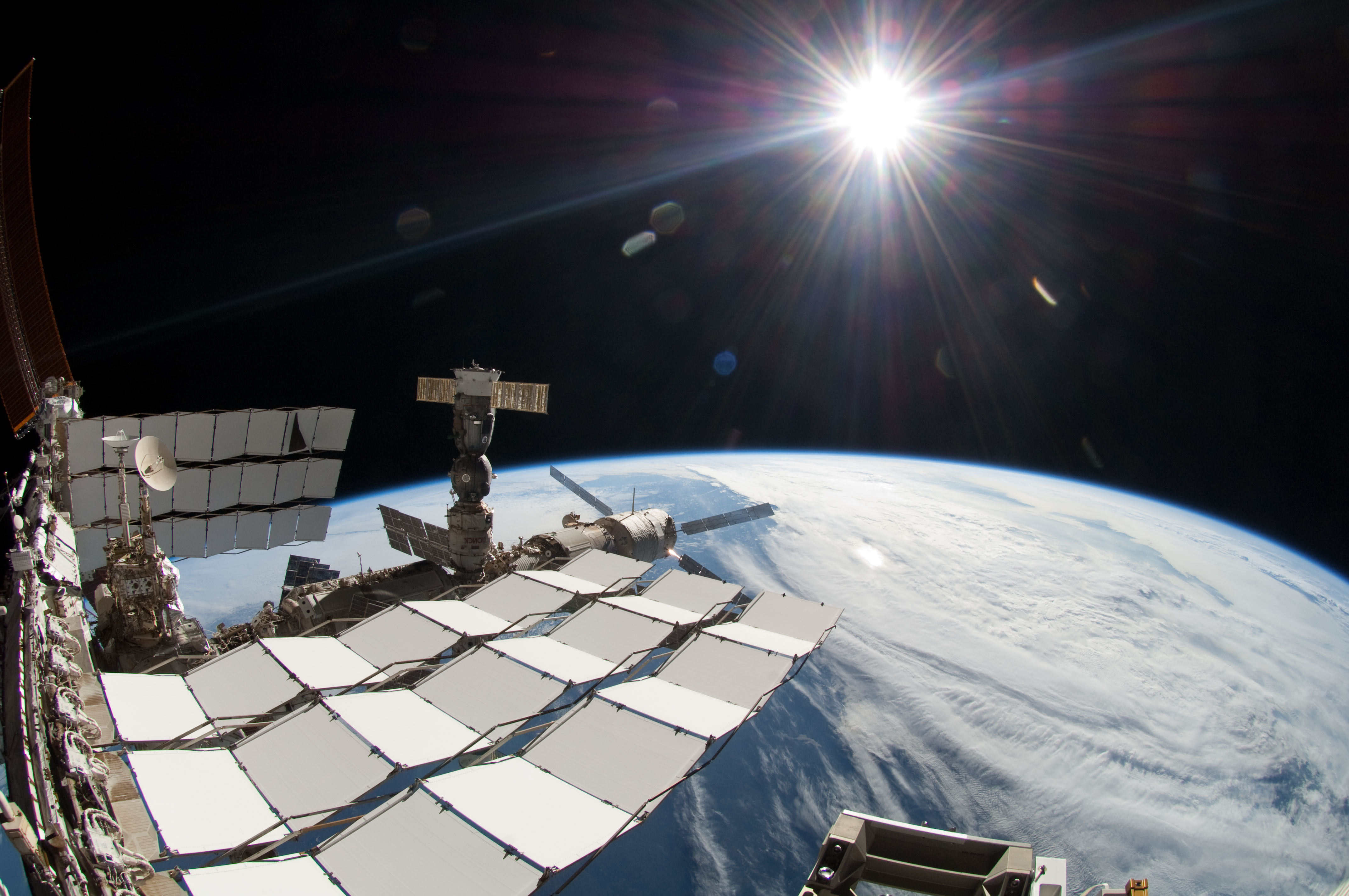
الشمس كما ترى من مدار أرضي منخفض يطل على محطة الفضاء الدولية

يسبب النظر المباشر للشمس وبالعين المجردة، على الرغم من أن النظر لفترة وجيزة لا يسبب أي خطر للعين الغير متوسعة الحدقة.
يسبب النظر المباشر إلى الشمس وبصة بصرية والعمى المؤقت الجزئي. كما أن ضوء الشمس يؤدي إلى تزويد شبكية العين بحوالي 4 ملي واط مما ينتج عنه تسخين قليل للشبكية، ويحتمل أن يسبب هذا بعض الضرر للعين ليضعف استجابتها للسطوع.
كما أن تعرض العين للأشعة الفوق البنفسجية سيؤدي إلى الإصفرار التدريجي لعدسة العين، ليساهم ذلك في حدوث الساد، مع ملاحظة أن هذا الأمر يعتمد على التعرض للأشعة الفوق البنفسجية بشكل عام وليس بالنظر المباشر إلى الشمس. يؤدي النظر المباشر وبالعين المجردة إلى الشمس بالتسبب بآفات التعرض للأشعة فوق البنفسجية مثل حروق الشبكية والتي تظهر بعد التعرض لأشعة الشمس لمدة 100 ثانية، ولاسيما في الظروف التي تكون الأشعة الفوق البنفسجية الشمسية مكثفة ومركزة كما يتسبب النظر لأشعة الشمس باستخدام مركزات بصرية مثل النظارة المقربة بدون استخدام فلاتر مرشحة للأشعة الفوق البنفسجية إلى تلف دائم في الشبكية، بعض المرشحات التجارية تمرر الأشعة فوق البنفسجية أو الأشعة تحت الحمراء والتي يمكن ان تضر العين عند مستويات سطوع عالية. تسلم المناظير المقربة الغير مفلترة لشبكية العين 500 ضعف من الطاقة مقارنة بالنظر باستخدام العين المجردة، هذه الكمية الكبيرة من الطاقة ستتسبب بالقتل الفوري للخلايا الشبكية، حتى أن النظرات الشريعة لشمس الظهيرة من خلال المنظارات المقربة ستؤدي إلى العمى الدائم.
يشكل الكسوف الجزئي خطر على النظر، لأن حدقة العين غير متكيفة مع الأشعة البصرية عالية التباين. تتوسع الحدقة تبعاً لكمية الضوء ضمن نطاق الرؤ ية. فخلال الكسوف الجزئي، يحجب القمر معظم ضوء الشمس، لكنه لا يغطي أجزاء كثيرة من الغلاف الضوئي والذي له سطوع مماثل للسطوع في الأيام العادية. نتيجة لذلك وأثناء الكسوف تتوسع حدقة العين من 2 مم إلى 6 مم تتعرض كل خلية في شبكية العين إلى عشر أضعاف من الطاقة مقارنة بالأيام العادية، سيؤدي هذا إلى إلحاق الضرر أو قتل تلك الخلايا مما سينتج عنه بقع عمياء. يشكل هذا خطراً على المراقبين عديمي الخبرة أو الأطفال بسبب عدم الشعور بالألم، إضافة إلى عدم سرعة تدمير الرؤية.
تكون أشعة الشمس أثناء الشروق والغروب ضعيفة بسبب تبعثر ريليه وتبعثر ماي في مروره الطويل خلال الغلاف الجوي الأرضي. تكون الشمس أحياناً ضعيفة بمافيه الكفاية لتكون مريحة للرؤية بدون أخطار. كما تساهم الأوضاع الضبابية والغبار في الغلاف الجوي من زيادة تأثير هذا التبعثر.
قد تحدث بعض الظواهر البصرية النادرة بعد فترة وجيزة من غروب الشمس أو قبل الشروق تدعى هذه الظاهرة بظاهرة الوميض الأخضر، ينتج هذا الوميض نتيجة انكسار ضوء الشمس تحت خط الأفق باتجاه الراصد، وهذا الضوء ذو طول موجي صغير (أخضر أو بنفسجي أو أزرق)، فيبقى الضوء الأخضر عكس الوميضان الأزرق والبنفسجي كونهما لديهما قابلية كبيرة للتبعثر على خلاف الوميض الأخضر.
تمتلك الأشعة فوق البنفسجية الشمسية خصائص مطهرة، ويمكن استخدامها لتعقيم الأدوات والمياه. كما لها آثار طبية مثل إنتاج فيتامين دي تضعف طبقة الأوزون الأشعة فوق البنفسجية لذلك تختلف كمية الأشعة الفوق البنفسجية اختلافا كبيرا مع الارتفاع وخطوط العرض الأرضية لذلك تسهم في التعديلات البيولوجية بشكل كثير بما في ذلك الاختلافات في لون الجلد البشري حول مناطق مختلفة من العالم.

## نظام الكواكب

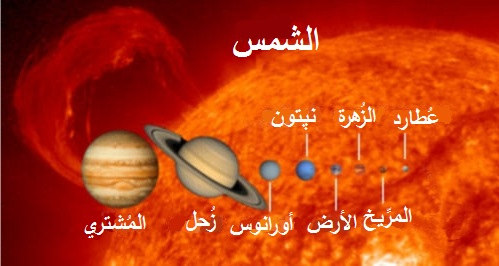
مقارنة بين أحجام الكواكب وحافة الشمس الضخمة.

الشمس لديها ثمانية كواكب معروفة. ويشمل ذلك أربعة كواكب أرضية وهي:
- عطارد
- الزهرة
- الأرض
- المريخ

وكوكبين عملاقيين غازيين (كوكب المشتري وزحل) وكوكبين عملاقيين جليديين (أورانوس ونبتون).
يحتوي النظام الشمسي أيضًا على خمسة كواكب من نوع قزم على الأقل وحزام كويكب والعديد من المذنبات وعدد كبير من الأجسام الجليدية التي تقع خارج مدار نبتون.

## الجوانب الدينية

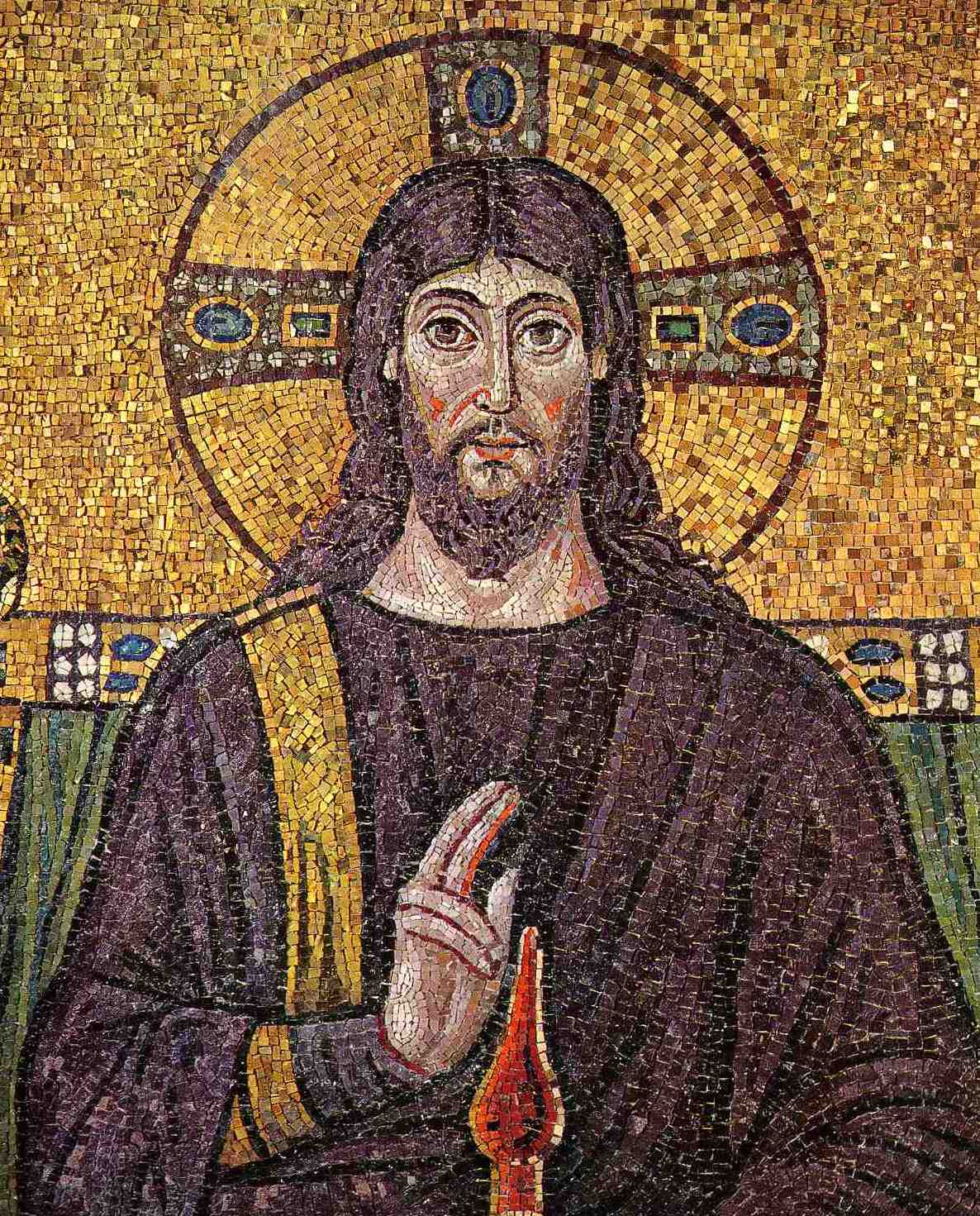
هالة يسوع التي شوهدت في العديد من اللوحات

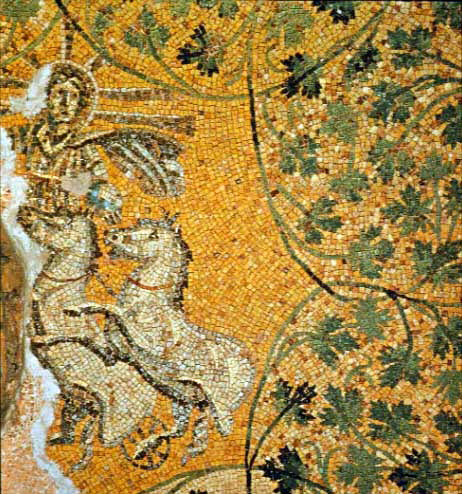
فسيفساء المسيح باسم أبولو أو هيليوس في ضريح مقبرة ما قبل القرن الرابع

تلعب آلهة الشمس دورًا رئيسيًا في العديد من الأديان والأساطير في العالم. اعتقد السومريون القدماء أن الشمس كانت أوتو، وهو إله العدالة والشقيق التوأم لإنانا، ملكة الجنة والذي تم تحديده على أنه كوكب الزهرة.
في وقت لاحق تم التعرف على أوتو مع الإله. كان أوتو يُعتبر إلهًا مساعدًا حيث ساعد الأشخاص الذين يعيشون في محنة وفي الأيقونات يتم تصويره عادة بلحية طويلة ويمسك بالمنشار حيث يمثل دوره كموزع للعدالة.
في عهد الأسرة الرابعة لمصر القديمة، كانت الشمس تعبد باسم الإله رع، وقد صورت على أنها ألوهية برأس الصقر يعلوها القرص الشمسي، ويحيط بها ثعبان.
في فترة الإمبراطورية الجديدة، أصبحت الشمس معروفة مع خنفساء جعل الروث. في شكل قرص الشمس آتون، كان للشمس عودة قصيرة خلال حقبة العمارنة عندما أصبحت مرة أخرى الأقدس ولم تكن فقط لفرعون أخناتون.
في الديانة الهندية والأوروبية تم تجسيد الشمس كإلة (عبادة الشمس) وتشتمل مشتقات هذه الألة باللغات الهندية الأوروبية كالغة نوردية قديمة واللغة السنسكريتية
ولغة غالية (فرنسا) واللغة الليتوانية.
في الديانة الإغريقية القديمة، كان إله الشمس هو الإله هيليوس، لكن آثار إله شمسي سابق كانت محفوظة في هيلين تروي. في أوقات لاحقة تم إنتاج هيليوس مع أبولو.
في الكتاب المقدس يذكر ملاخي بأن الشمس هي "شمس البر" او "شمس العدل"، والتي فسرها بعض المسيحيين على أنها إشارة إلى المسيح.
في الثقافة الرومانية القديمة، كان يوم الأحد يوم إله الشمس. تم تبنيها يوم السبت من قبل المسيحيين الذين ليس لديهم خلفية يهودية. كان رمز النور جهازًا وثنيًا اعتمده المسيحيون، وربما كان الأكثر أهمية بأنه لم يأتِ من التقاليد اليهودية.
في الوثنية كانت الشمس مصدرًا للحياة، حيث أعطت الدفء والإضاءة للبشرية. لقد كانت مركزًا لعبادة شعبية بين الرومان الذين كانوا واقفين عند الفجر للقبض على أشعة الشمس الأولى أثناء الصلاة.
كان الاحتفال بالانقلاب الشتوي جزءًا من العبادة الرومانية للشمس سول إنفكتوس. تم بناء الكنائس المسيحية مع التوجه بحيث تواجه الجماعة نحو شروق الشمس في الشرق.
كان توناتيوه إله الشمس الأزتكي، يصور عادة وهو يحمل السهام والدرع وكان يرتبط ارتباطًا وثيقًا بممارسة التضحية البشرية.
إلة الشمس أماتيراسو هي الإله الأكثر أهمية في دين الشينتو ويعتقد أنها الجد المباشر لجميع الأباطرة اليابانيين.

القرآن الكريم بخط الثلث

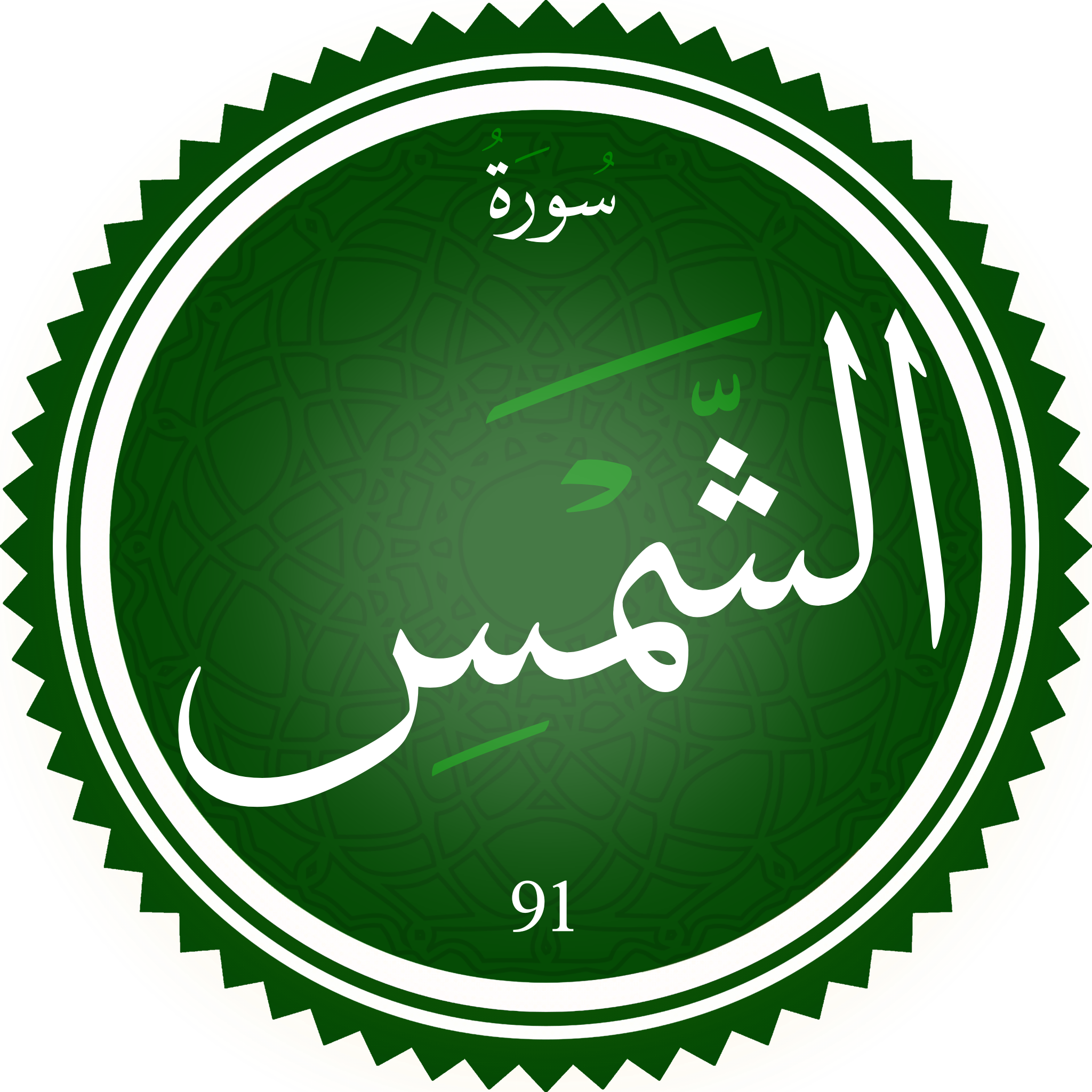
تخطيط لسورة الشمس

في الدين الإسلامي ورد ذُكِرت الشمس 35 مرة في القرآن الكريم، كما توجد سورة قرآنية بإسم (الشمس) ولها اسم آخر وهو السراج حيث ذكرها الله تعالى أربعة مرات، بصفتها بأنها (سراج)، و(سراج وهاج)‚ المذكور في قوله تعالى:
- ﴿وَجَعَلنا سِراجًا وَهّاجًا﴾ [النبأ: 13]
- ﴿وَداعِيًا إِلَى اللَّهِ بِإِذنِهِ وَسِراجًا مُنيرًا﴾ [الأحزاب: 46]
- ﴿وَجَعَلَ القَمَرَ فيهِنَّ نورًا وَجَعَلَ الشَّمسَ سِراجًا﴾ [نوح: 16]
- ﴿تَبارَكَ الَّذي جَعَلَ فِي السَّماءِ بُروجًا وَجَعَلَ فيها سِراجًا وَقَمَرًا مُنيرًا﴾ [الفرقان: 61]

. وتصف الآيات القرآنية الشمس بأنها آية من آيات الله، وأن الله تعالى جعل لنا من انضباط حركتها وسيلة دقيقة لحساب الزمن، وأنها ضياء(أي مصدر للضوء) وأنها سراج (أي جسم مشتعل مضيء بذاته)، وأنها سراج وهاج (أي شديد الوهج)، وأنها مسخرة بأمر الله، وأن بداية تهدم الكون الحالي تتمثل في بداية تكور الشمس وانكدار النجوم.
وقد اشتهر العالم الخوارزمي بكتابه زيج السند حيث احتوى الكتاب على جداول حركة الشمس والقمر والكواكب الخمسة المعروفة في ذلك الوقت.
وقبل القرن العشرين كان هناك اعتقاد بأن جريان الشمس المذكور في قوله تعالى: ﴿وَالشَّمْسُ تَجْرِي لِمُسْتَقَرٍّ لَهَا ذَلِكَ تَقْدِيرُ الْعَزِيزِ الْعَلِيمِ﴾ سورة يس الآية (38)، يعني دورانها حول الأرض، ولكن مع تقدم العلم بالقرن العشرين اكتشف العلماء دوران الكرة الأرضية حول الشمس. ووضح العلماء المسلمون بأن الآية لا تعني أن الشمس تدور حول الأرض وإنما تعني (أنها تجري لمستقر لها)، وهذا ما أثبته العلم بأن الشمس ليست ثابتة في مكانها فهي تدور حول مركز المجرة.

## معلومات علمية

### شمس كاذبة

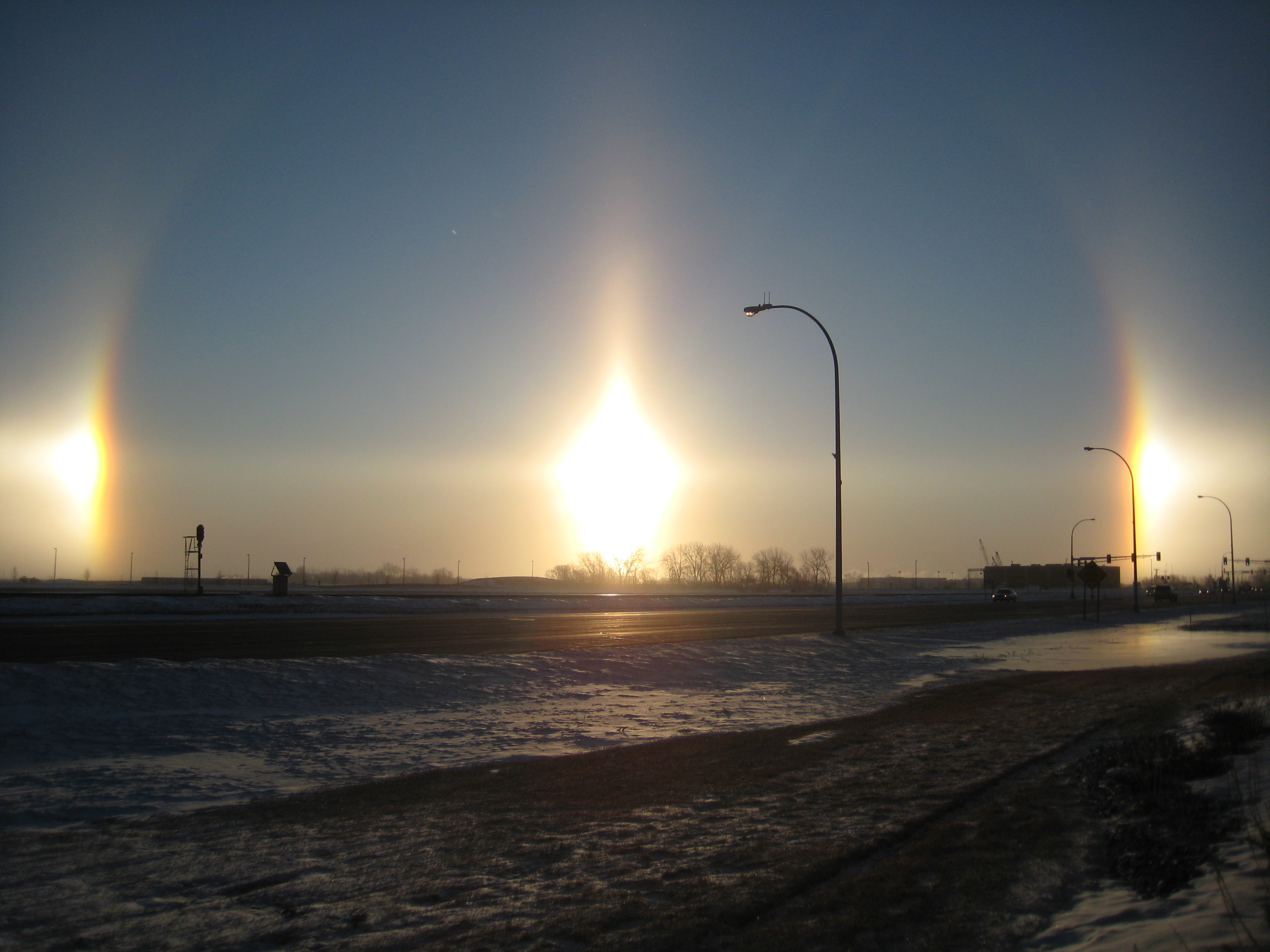
شمس كاذبة شوهدت في فارغو

الشموس الكاذبة هي ظاهرة بصرية متعلقة بالغلاف الجوي تتمثل في ظهور لشموس زائفة. تحدث هذه الظاهرة عندما تنعكس أشعة الشمس على البلورات الثلجية المُحمَّلة في السحاب.

### يوم الشمس
يوم الشمس (3 مايو 1978) حدده رئيس الولايات المتحدة جيمي كارتر وهو مخصص للطاقة الشمسية، بعد صدور قرار مشترك من الكونغرس، وقد تحدد على غرار يوم الأرض، الذي كان ناجحًا للغاية، في 22 أبريل 1970. وكان هذا اليوم فكرة لـدينيس هايز، الذي نسق أيضًا يوم الأرض عام 1970.
يوجد برنامج تعليمي مشترك أنشأته ناسا ووكالة الفضاء الأوروبية في عام 2000. الهدف من البرنامج هو نشر المعرفة حول الشمس، والطريقة التي تؤثر بها على الحياة على الأرض، بين الطلاب والمجتمع. يتم الاحتفال بشكل رئيسي باليوم نفسه في الولايات المتحدة بالقرب من وقت الاعتدال الربيعي.
ومع ذلك يستمر حدث يوم الشمس فعليًا على مدار العام، مع اختيار موضوع مختلف كل عام.

### تحديق الشمس

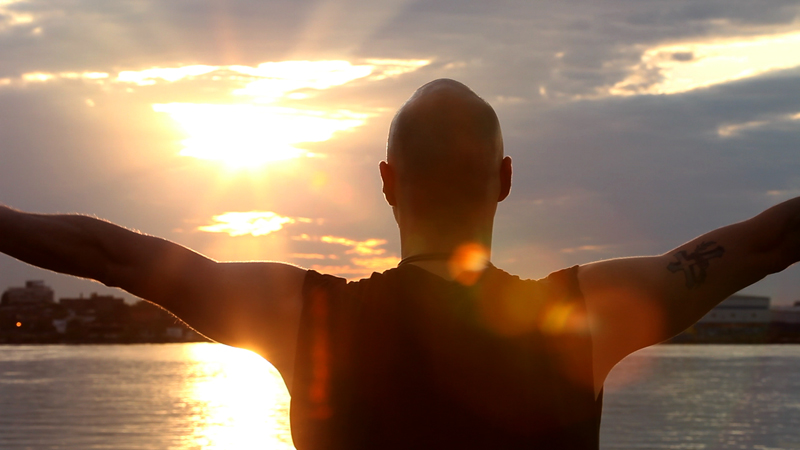
رجل يتحدق بالشمس

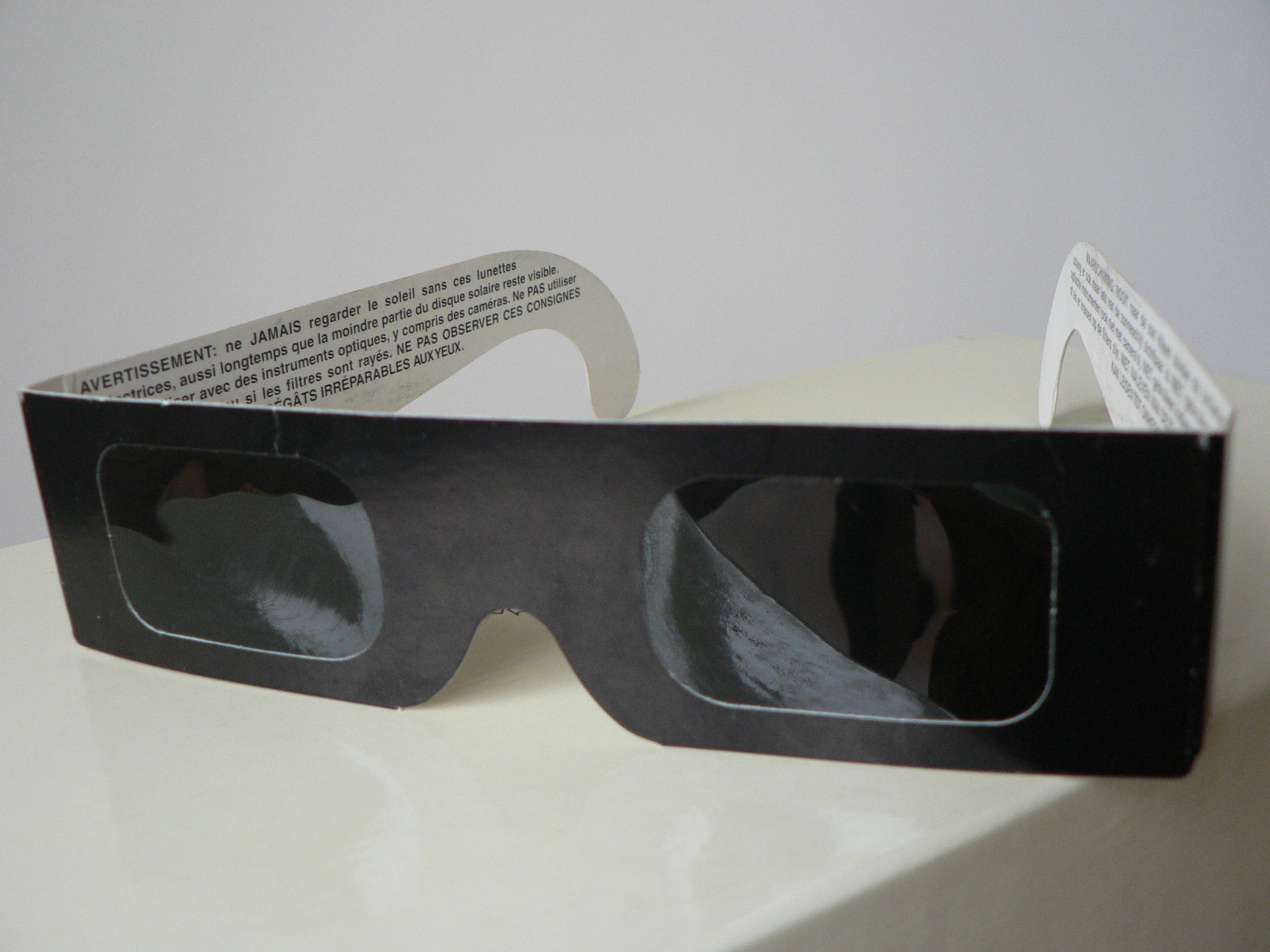
نظارة خاصة بالنظر لكسوف الشمس.

تحديق الشمس هو النظر إلى الشمس أثناء الفجر والغسق. يتم ذلك أحيانًا كجزء من الممارسة الروحية أو الدينية. قد تسبب اعتلال الشبكية الشمسي، الظفرة، إعتام عدسة العين، وغالبًا العمى.
أظهرت الدراسات أنه حتى عند مشاهدة الكسوف الشمسي، لا تزال العين تتعرض لمستويات ضارة من الأشعة فوق البنفسجية.

### اشعة الشمس
أشعة الشمس أو الأشعة الشمسية أو ضوء الشمس هو عبارة عن مجموع من الموجات الكهرومغناطيسية، يمكن للإنسان رؤية جزء منها يسمى ضوء مرئي وبقيتة لا يري بالعين المجردة.
تتميز الأشعة المرئية من طيف الشمس بأنها تتكون من أشعة لونية من الأحمر إلى البنفسجي وهي ألوان قوس قزح.
الأشعة الشمسية تحمل طاقة وتختلف طاقتها بحسب طول موجتها، فكلما زادت موجة الضوء كلما انخفضت طاقته. معنى ذلك ان الأشعة فوق البنفسجية طاقتها عالية نسبيا، ولذلك فهي ضارة لجلد الإنسان إذا تعرض إليها طويلا.
تسقط أشعة الشمس على الأرض بعد مرورها خلال الغلاف الجوي للأرض. ويقوم الغلاف الجوي للأرض بامتصاص بعضها فلا يصل إلينا.

## اقرأ أيضا
- تخليق العناصر
- مقراب الشمس دكيست
- التعايش مع نجم
- المجموعة المحلية
- تريس (مسبار شمسي)
- سوهو (مسبار شمسي)
- نطاق صالح للسكن
- كلف الشمس
- دورة شمسية
- نشاط شمسي
- إكليل شمسي
- اندلاع شمسي
- فيض راديوي شمسي
- عنقود مجرات العذراء العظيم
- هيدروديناميكا مغناطيسية
- مقراب جيمس ويب الفضائي
- مرصد كيك
- استشعار عن بعد
- مسبار فضائي
- مقراب سبيتزر الفضائي
- مرصد هابل الفضائي
- المجموعة المحلية
- قائمة أقرب النجوم إلينا
- المرأة المسلسلة (مجرة)
- حبيبات شمسية
- مسبار ستيريو
- انفجار عظيم
- مجموعات وعناقيد المجرات
- مجرة حلزونية
- مجرة إهليجية
- محاكاة الشمس
- قزم أبيض
- عملاق أحمر
- نجم نيوتروني
- ثقب أسود
- مسييه 100
- خط زمني للانفجار العظيم
- قائمة كسوفات الشمس في القرن العشرين

## معرض الصور

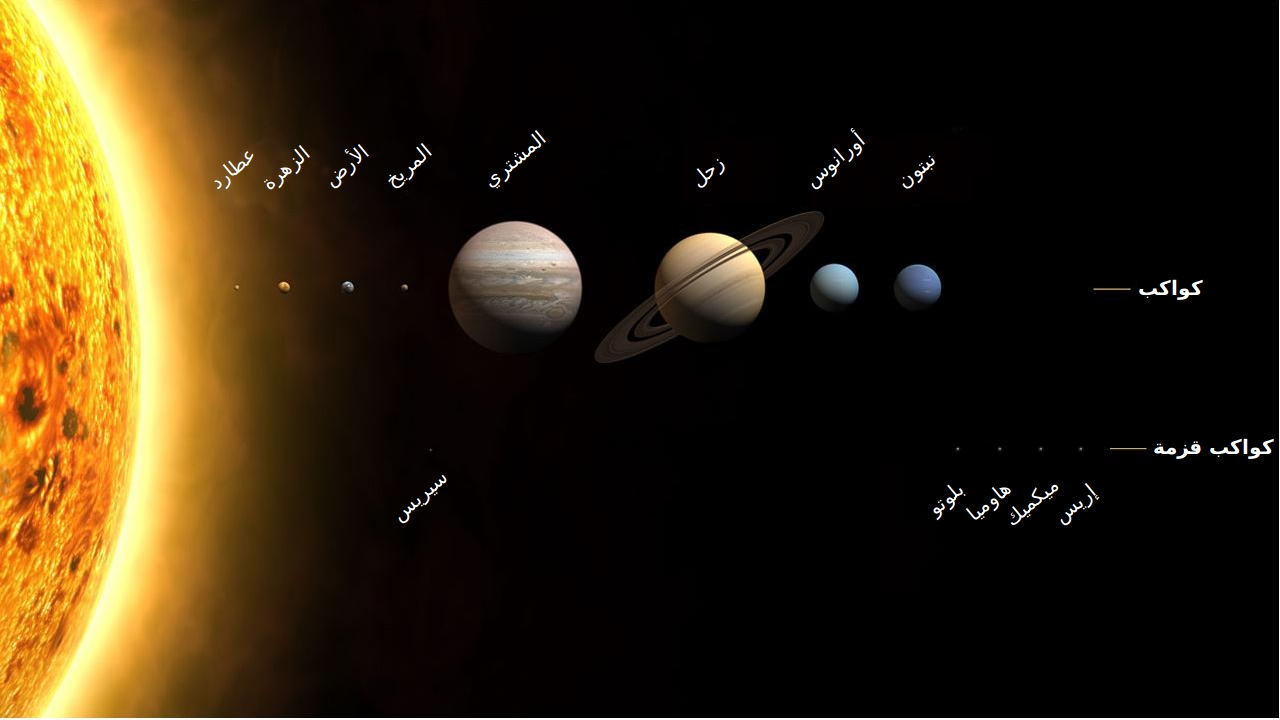
رسم للنظام الشمسي (لا يَعتمد على المقاييس الحقيقية للكواكب والشمس)
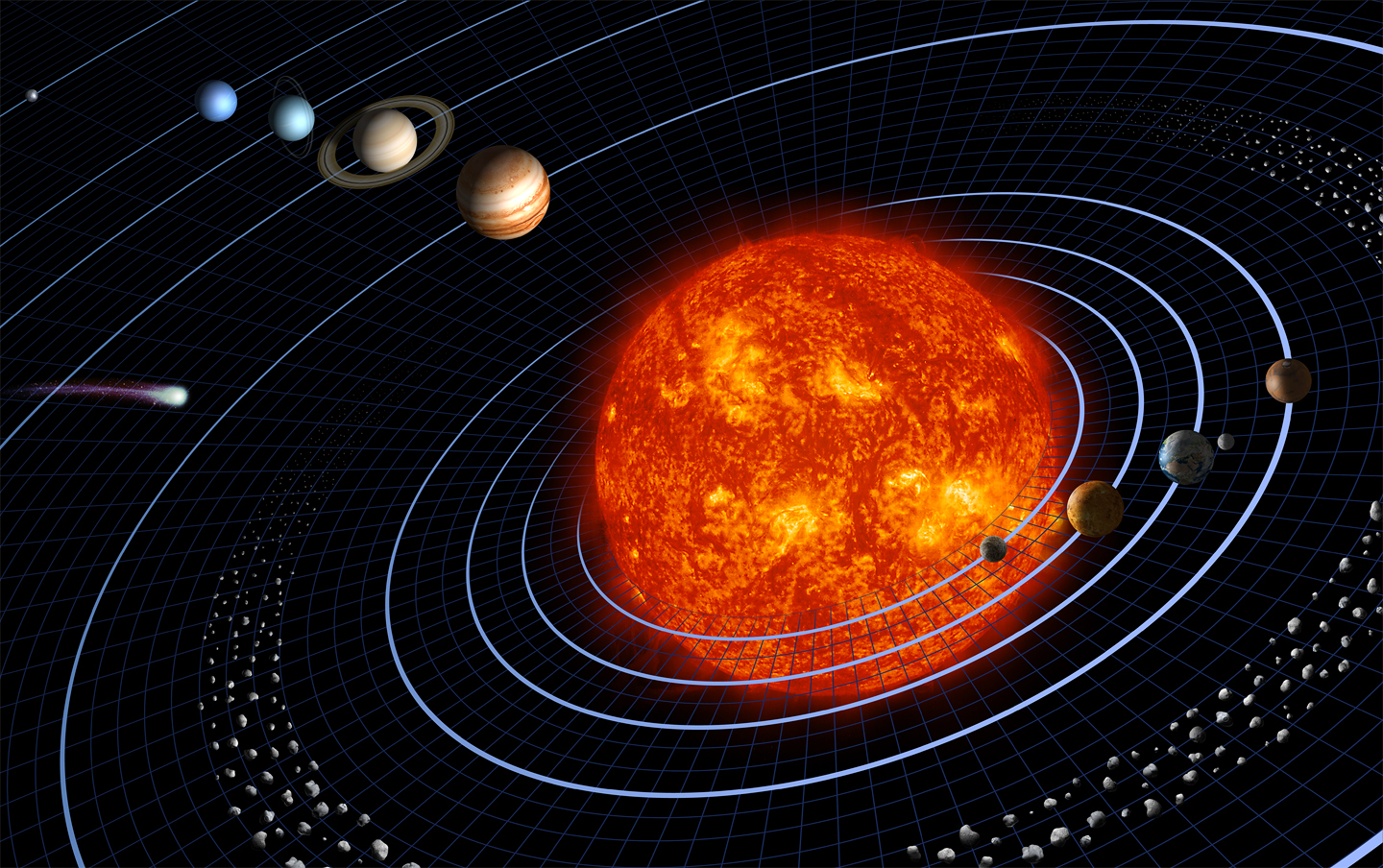
رسم للنظام الشمسي (لا يعتمد على المقاييس الحقيقية) يُظهر الشمس والكواكب الداخلية وحزام الكويكبات والكواكب الخارجية وحزام كايبر وبلوتو (كان يُصنَّف سابقًا من ضمن الكواكب) ومذنّباً.
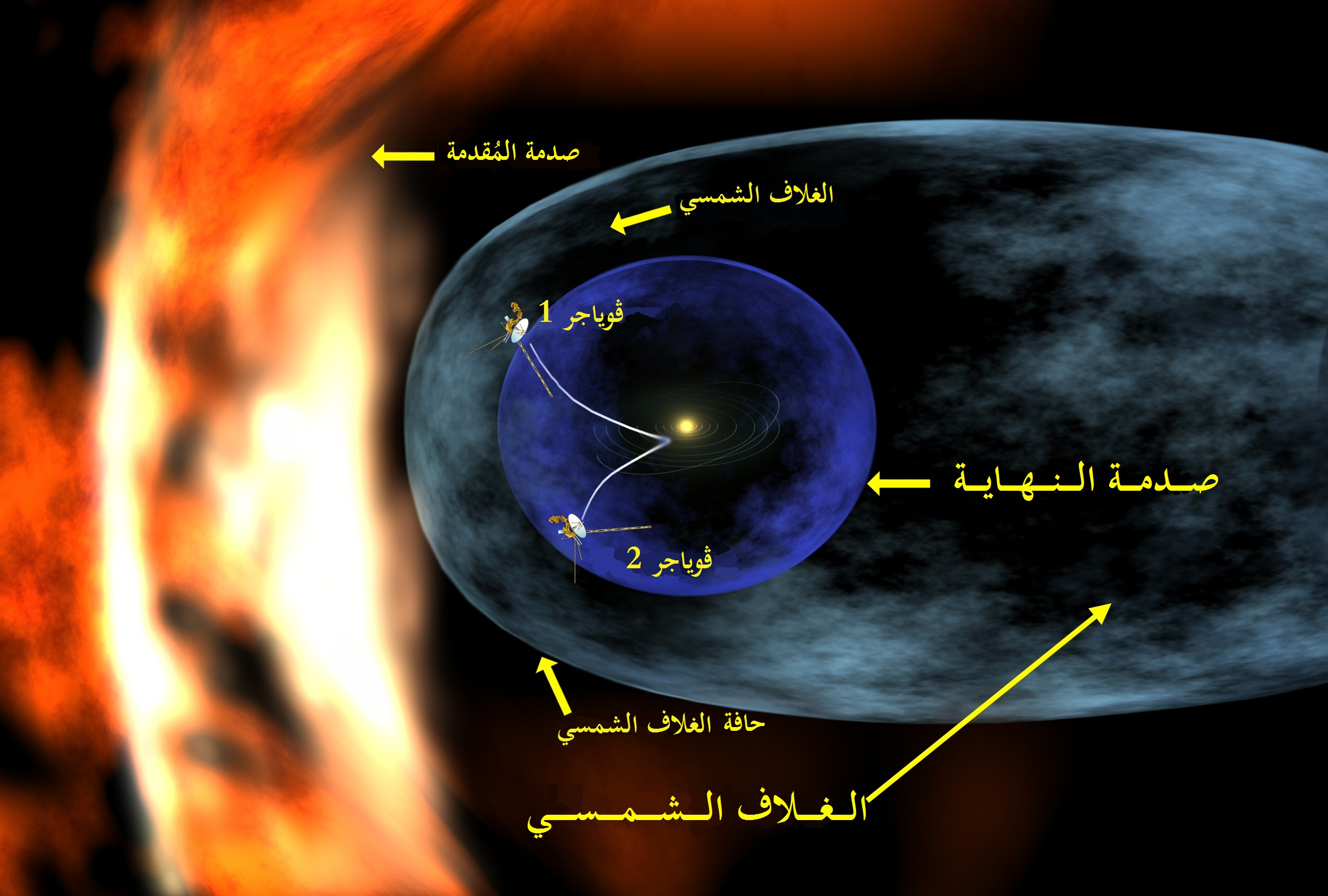
بلازما الرياح الشمسية تلاقي حافة الغلاف الشمسي
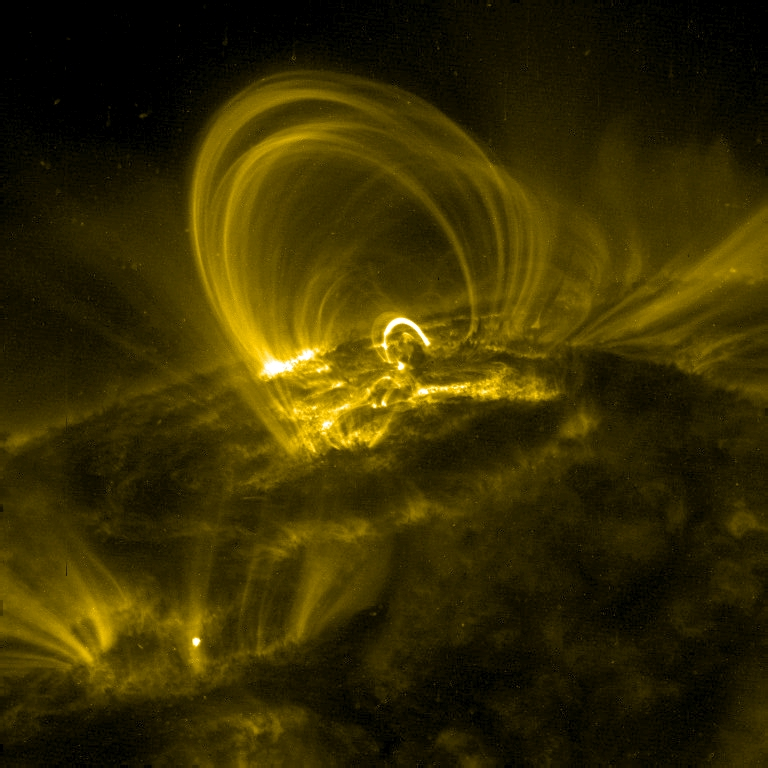
حلقات مغناطيسية في الهالة.
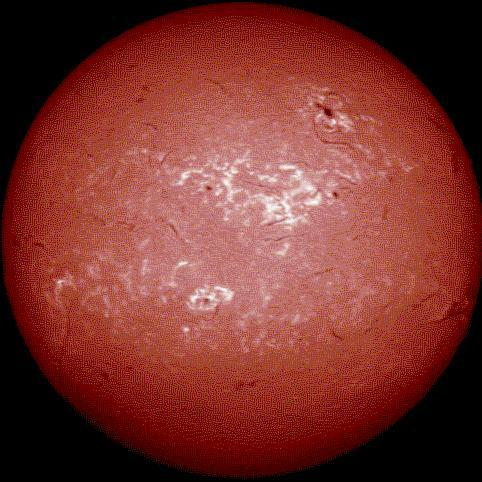
الشمس كما تظهر باستعمال مرشح لخط الهيدروجين-ألفا
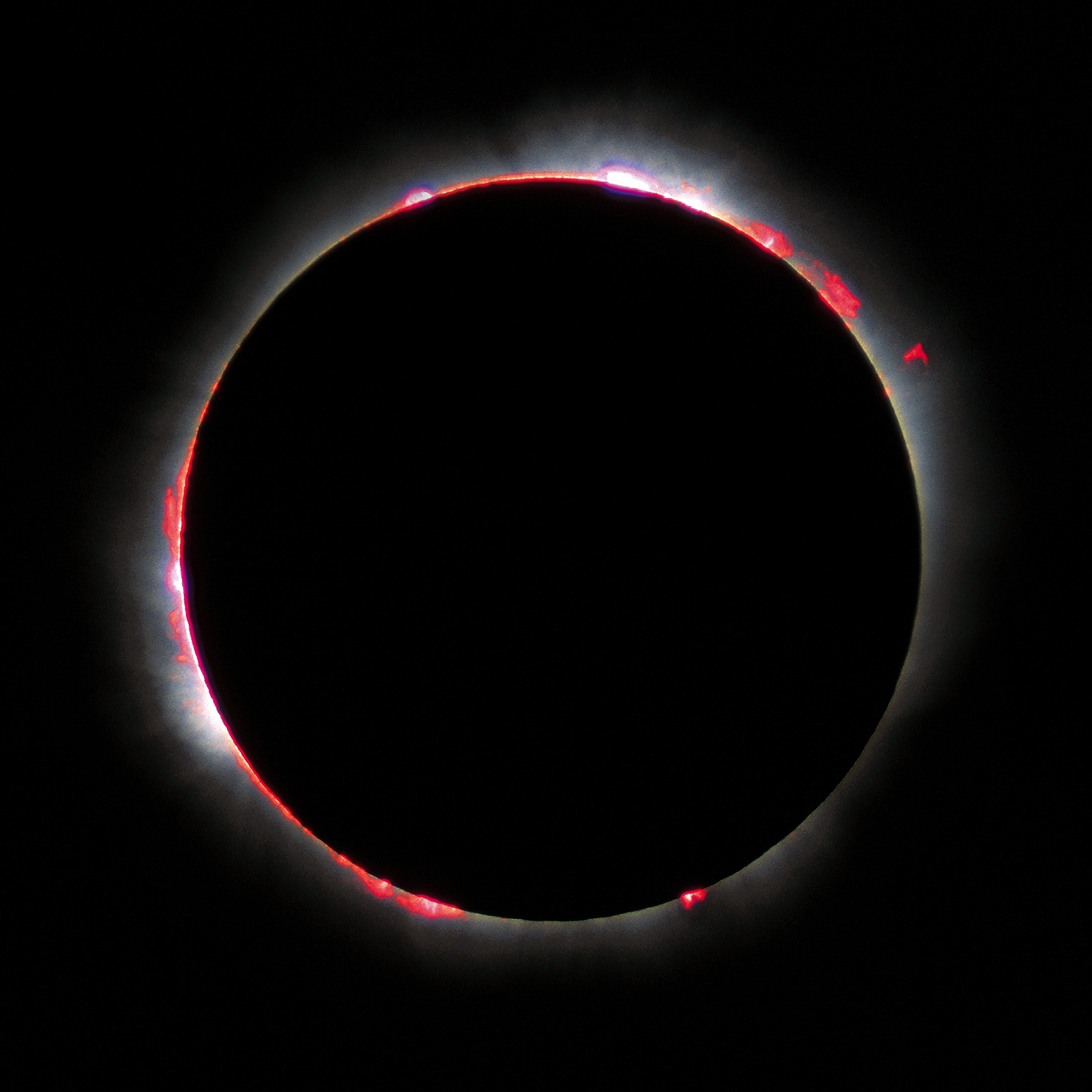
صورة للشمس إلتقطها لوق فياتور خلال الخسوف الشمسي الكلي الذي حدث عام 1999 في اليوم 11 من نوفمبر
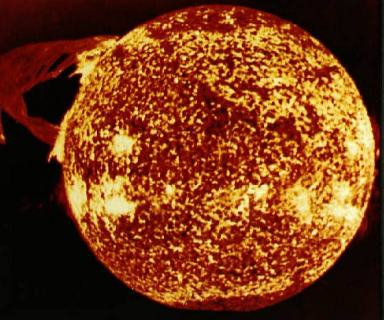
شواظ شمسي كبير التقطه سكايلاب. وترى شواظات صغيرة تحته وإلى اليسار.
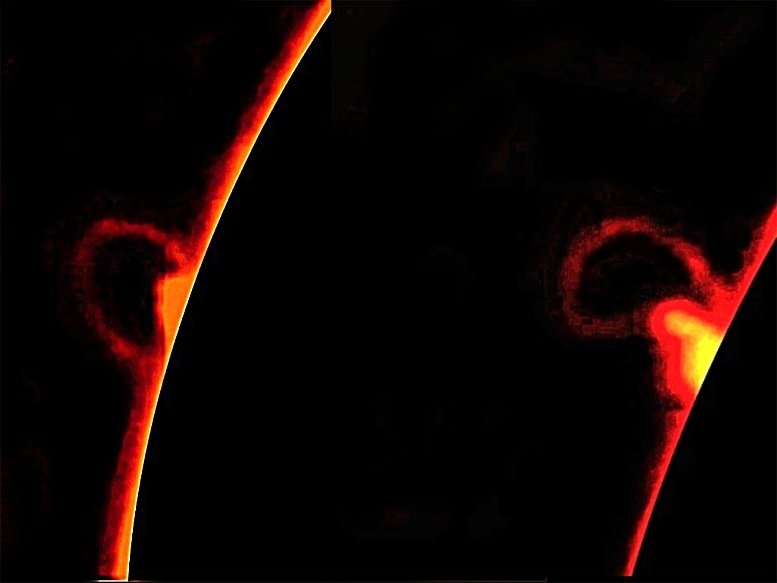
انفجار شمسي
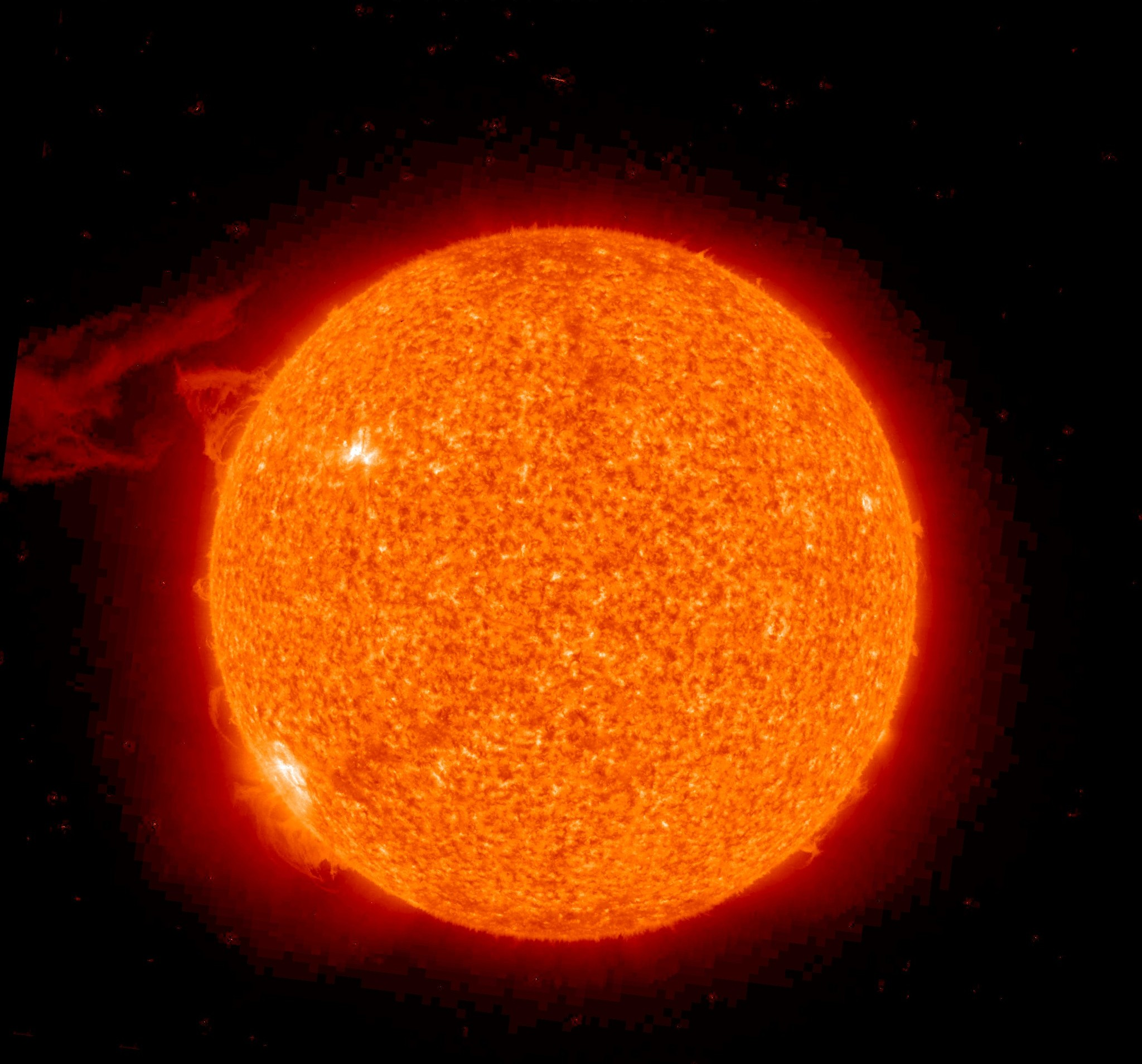
انفجار شمسي سجله مسبار ستيريو وامامه الشمس.
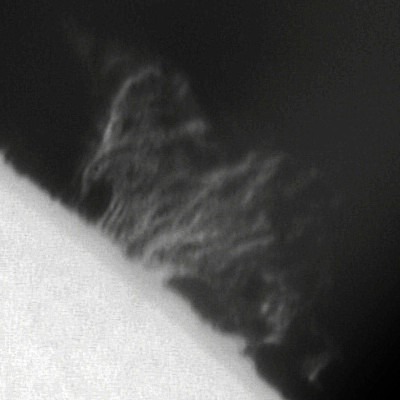
انفجار شمسي.
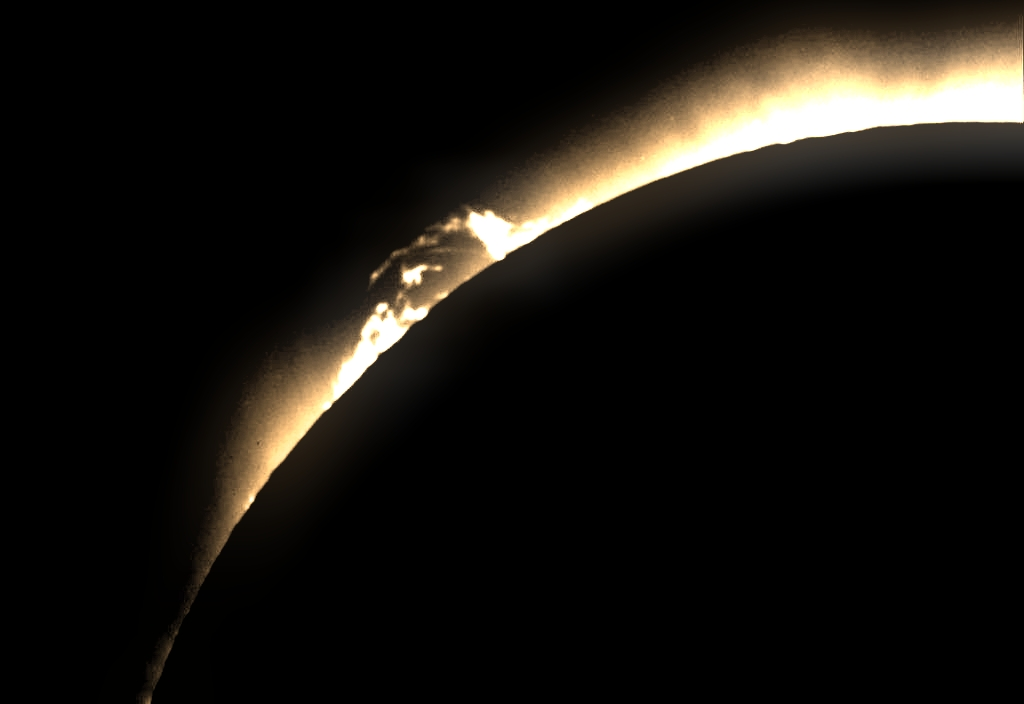
صورة التقطها أحد الهواة.

## وصلات خارجية
- (فيديو) : وثائقي الشمس من قناة (الجزيرة الوثائقية).
- الشمس
- موقع الكون في الإنترنت
- سوهو تكشف أسرار الشمس من مجلة العلوم الأمريكية -النسخة العربية